# ТУ2

Схема тепловозу ТУ2

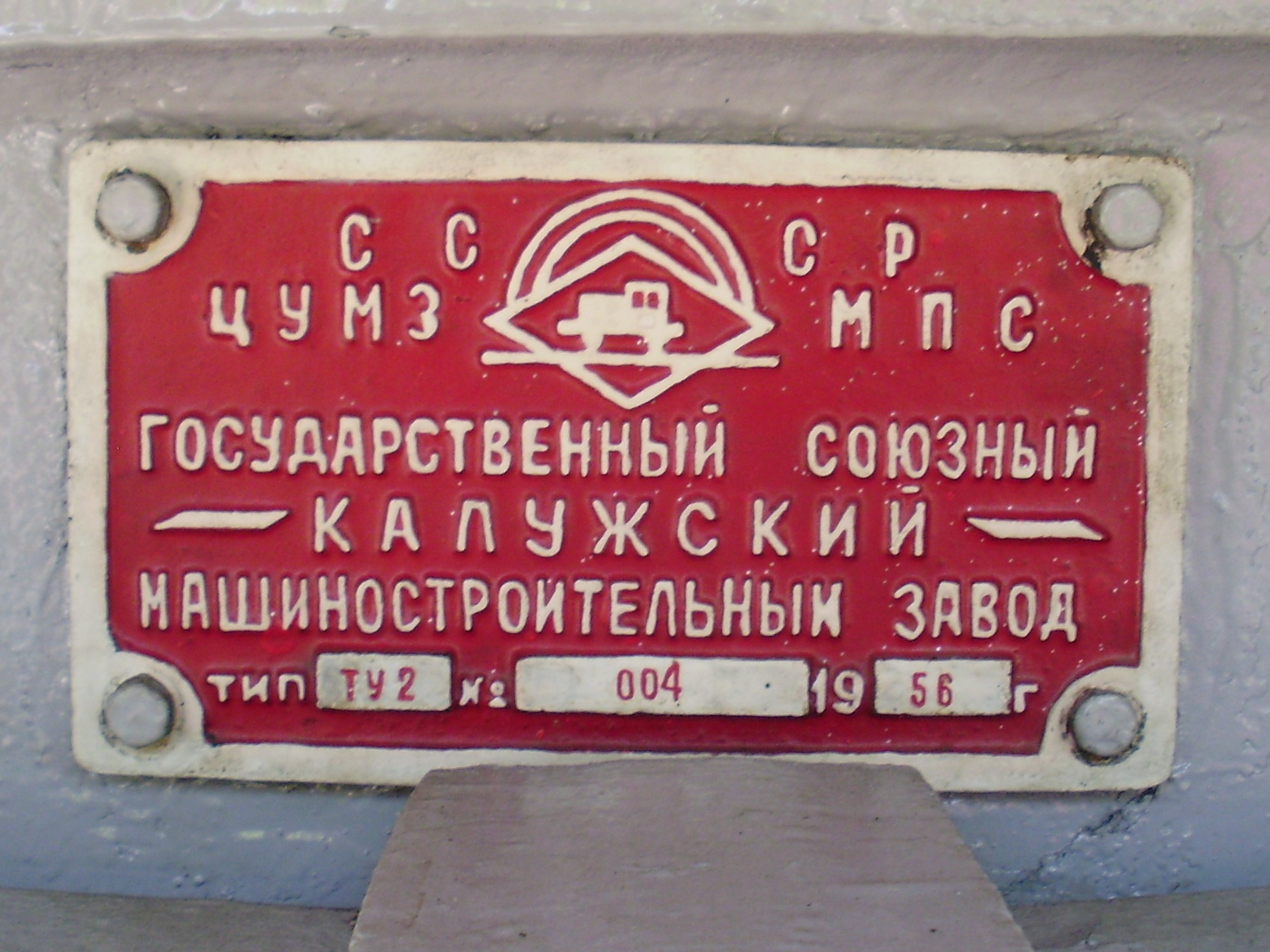
Табличка на тепловозі ТУ2-054

ТУ2 (Тепловоз вУзькоколійний 2; рос. Тепловоз Узкоколейный, тип 2) — радянський чотиривісний серійний вантажо-пасажирський тепловоз, з електричною передачею постійного струму, призначений для магістральної роботи на залізницях з шириною колії 750 мм.
Використовуються[коли?] в пасажирському сполученні на всіх трьох вузькоколійних залізницях ПАТ «Укрзалізниця», а також на дитячих залізницях в шести містах України. Тепловози ТУ2 відрізняються від більш пізніх моделей високою надійністю, невибагливістю і привабливим історичним дизайном.
У світі збереглося 36 локомотивів цієї моделі, з них 15 — в Україні, 12 — в РФ, 5 — в Литві, 3 — в Казахстані і 1  у Вірменії. Зокрема, на вузьколійній залізниці Рудниця — Голованівськ експлуатується 4 таких локомотива.

## Загальна інформація
Тепловоз ТУ2 призначений для водіння пасажирських та вантажних поїздів на вузькоколійних залізницях колії 750 мм. Він створений з урахуванням ТУ1 і відрізняється від нього встановленою нової дизель-генераторною установкою (ДГУ).
Виробництво тепловоза почалося в 1955 р. на Калузькому машинобудівному заводі. Тепловози будувалися до 1958 р. Всього було випущено близько 300 тепловозів цієї серії.
Так само за деякими даними існувала модифікація ТУ2 на колію 1000 мм. Вона мала ту саму серію і була випущена в кількості 4 екземплярів з окремою нумерацією 001-004. Достовірно відомо, що ТУ2-001 із цієї серії був перероблений на колію 750 мм і експлуатувався на торфовозній Каринській вузькоколійній залізниці в Кіровській області.
Незважаючи на те, що тепловоз розроблений у 1953 році, досі залишається одним із кращих локомотивів (якість + надійність), побудованих в СРСР. Завдяки вдалій конструкції та зовнішній схожості з магістральними локомотивами колії 1520 мм, він був прийнятий в експлуатацію як навчальний локомотив на дитячих залізницях СРСР.
Станом на 2016 рік, більша частина тепловозів цієї серії була списана, станом на 2000-ні та 2010-ті роки проводиться їхня поступова заміна на тепловози ТУ7 та ТУ10. Декілька десятків тепловозів ТУ2, насамперед на дитячих залізницях, продовжують працювати з поїздами або перебувають у законсервованому стані. Значна частина локомотивів, що експлуатувалися раніше на дитячих залізницях, була збережена та встановлена як пам'ятники, також кілька тепловозів збереглося на Аукштайтській вузькоколійній залізниці. Частина списаних тепловозів була занедбана або використана як побутівка, інші порізані на металобрухт.

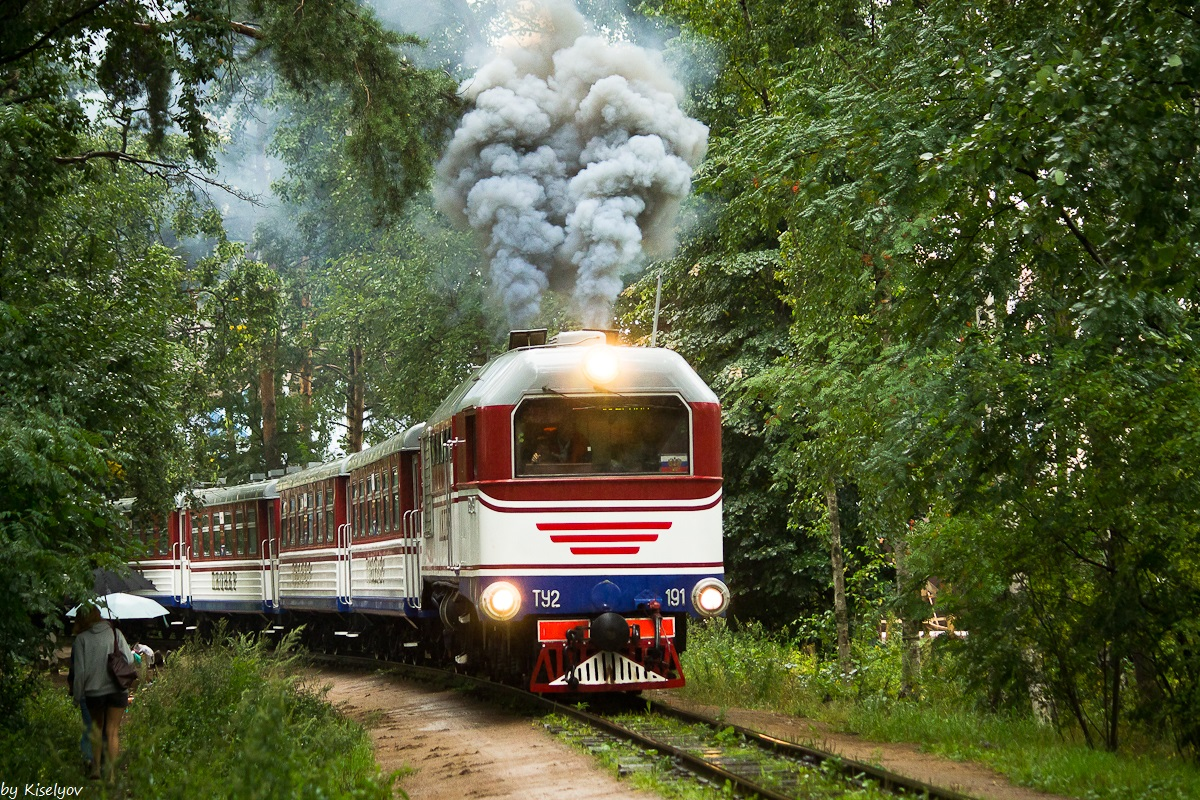
ТУ2-191 з поїздом випускає дим

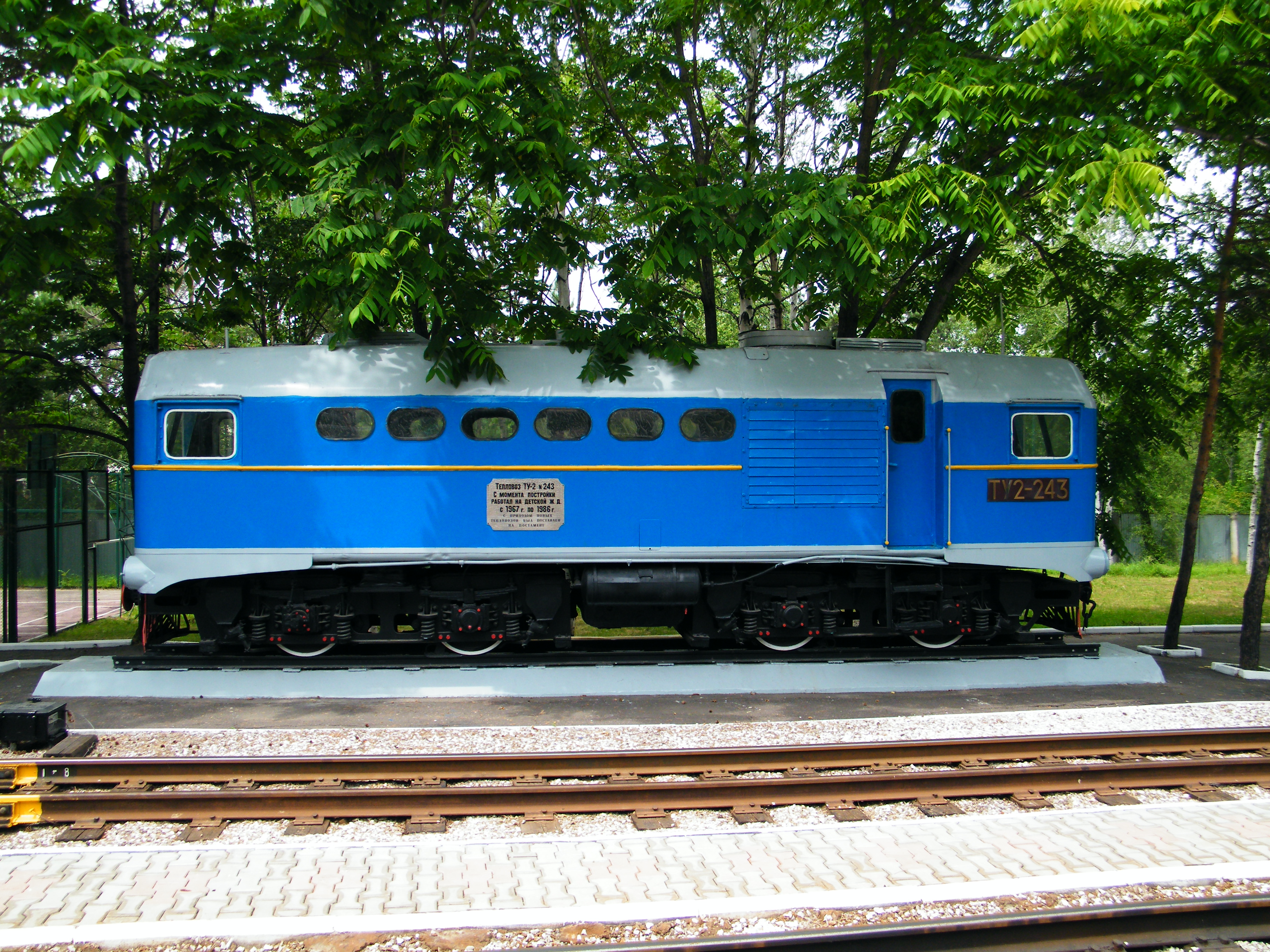
ТУ2-243, вид збоку

## Історія створення

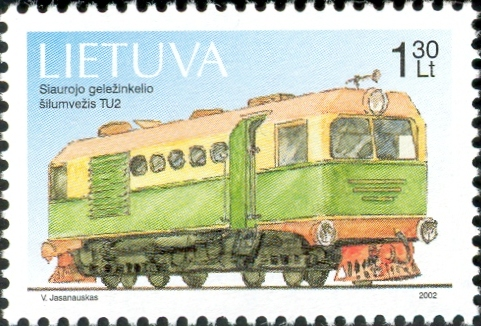
Тепловоз ТУ2 на марці Литви 2002 року

На початку 1950-х років виникла потреба в новому вузькоколійному тепловозі, призначеному переважно для роботи на вузькоколійних залізницях Міністерства шляхів сполучення, а також на магістральних вузькоколійних дорогах лісової та торф'яної промисловості з великим вантажообігом. Розробку розпочав Калузький машинобудівний завод.
Дослідний зразок тепловоза був виготовлений у 1954 році. У заводській документації спочатку він позначався як МЕУ-1 (мотовоз із електричною передачею вузькоколійний тип перший). Однак на момент здачі приймальної комісії він був перейменований на ТУ1, що більше відповідало дійсності: його ніяк не можна було віднести до категорії мотовозів, тобто локомотивів потужністю до 150 л. с. з механічною передачею. Більше того, його можна навіть вважати першим у СРСР вузькоколійним тепловозом у класичному розумінні.
Було побудовано два тепловози. Для проведення випробувань перший із них було передано на Шатурський полігон ЦНДІ МПС. Випробування показали повну непридатність машини до серійного випуску. Невдало вибрані параметри протикомпаундних обмоток головного генератора не дозволяли повністю використовувати потужність дизеля та досягати розрахункових тягових характеристик. Так, найчастіше тепловоз міг зачепити з місця завантажений склад тільки на найвищих позиціях контролера.
З метою усунення виявлених недоліків спеціально для цього тепловоза було розроблено новий головний генератор, встановлений замість застосованого на ТУ1 типового, незначної модернізації зазнала також гальмівна система тепловоза. Високовольтна камера, розміщена біля самої підлоги дизельного приміщення і тому незручна в обслуговуванні, була суттєво збільшена в розмірах та переміщена на бічну стінку тепловоза за кабіною машиніста. Для цього було ліквідовано одне вікно в дизельному приміщенні між вікном кабіни та холодильною секцією з боку помічника машиніста - найбільш помітна зовнішня відмінність перших тепловозів від серійних ТУ2.
У такому вигляді восени 1955 року на Калузькому машинобудівному заводі розпочався серійний випуск тепловоза під маркою ТУ2.

## Конструкція
Кузов тепловоза встановлений на два двовісні візки, у яких всі привідні осі. У передній і задній частинах кузова розташована кабіна машиніста, а в середній — машинне відділення. У кабінах знаходяться пости керування, на яких розміщені прилади керування тепловозом та контролю за роботою окремих агрегатів. У машинному відділенні розміщені: дизель-генераторна установка (що складається з дизеля 1Д12 і спареного з ним через гнучку або пальцево-втулкову муфту головного генератора), компресор Е400, холодильник з вентилятором та мастильними та водяними радіаторами, високовольтна камера, котел-підігрівач, збудник, допоміжний генератор.

#### Кабіна машиніста

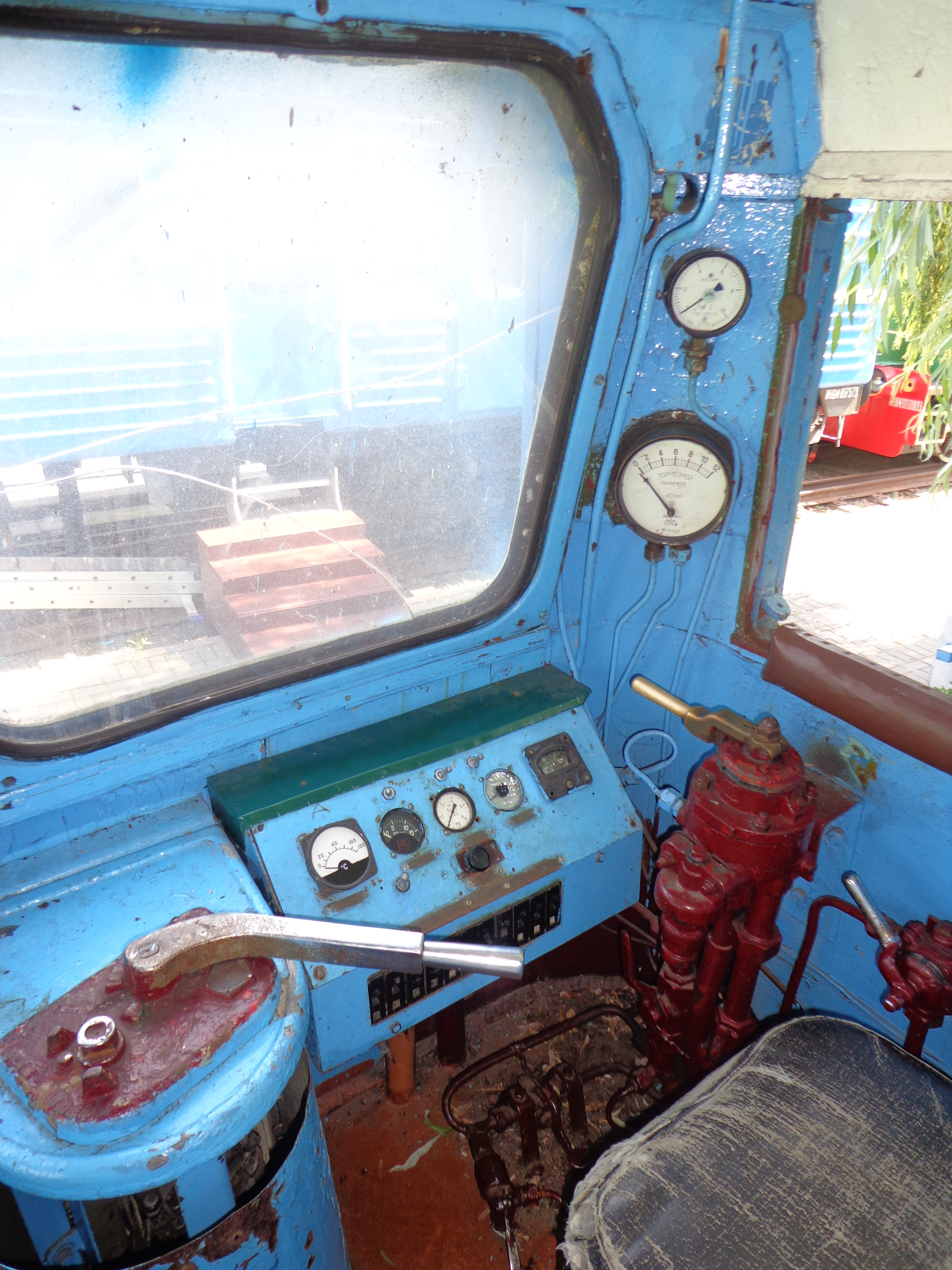
Кабіна ТУ2

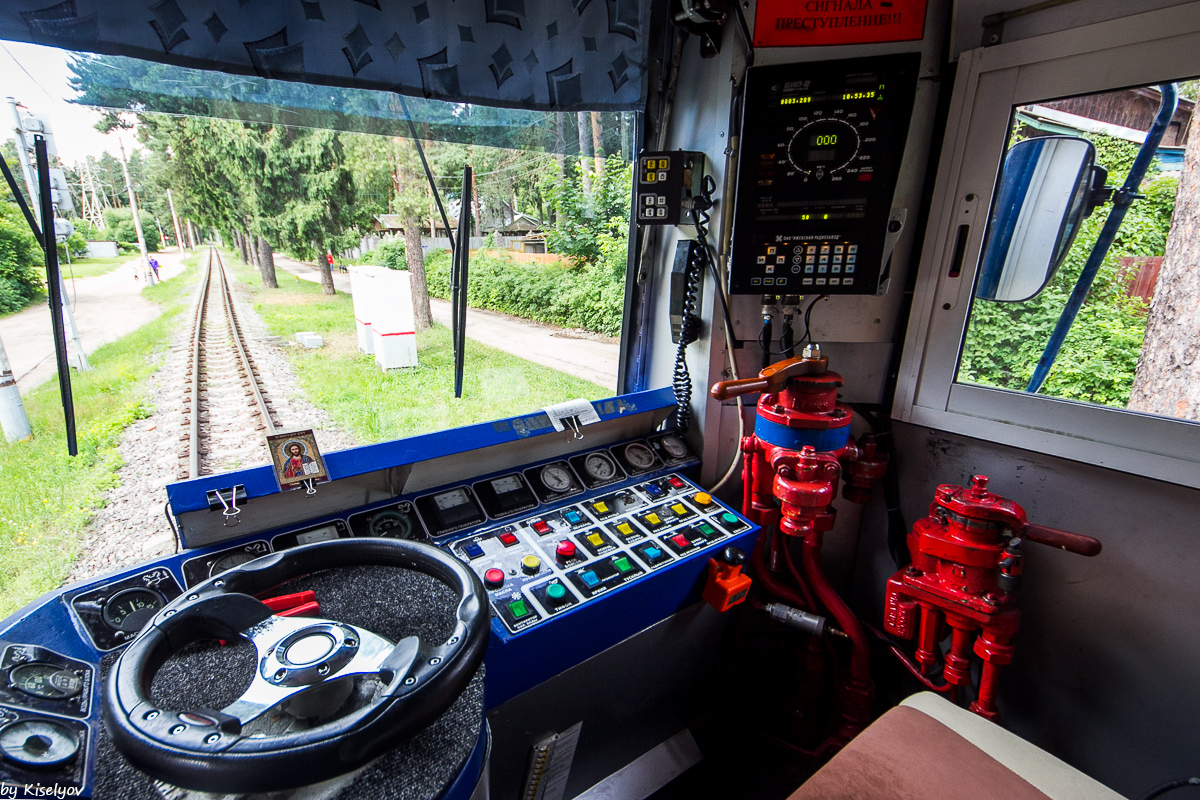
Кабіна ТУ2-129

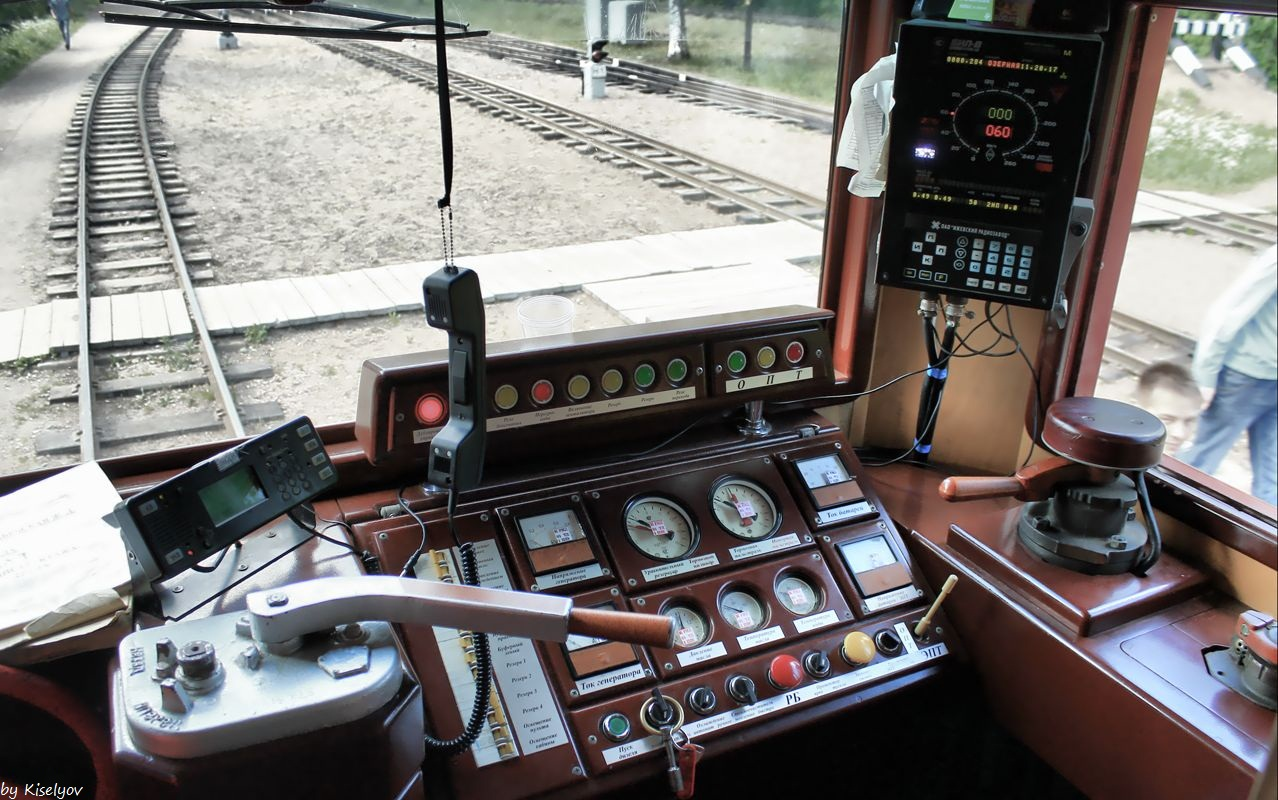
Кабіна ТУ2-191

#### Машинне відділення

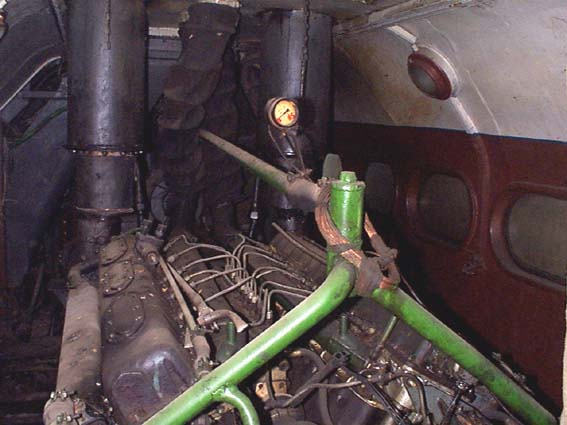
Дизель тепловоза

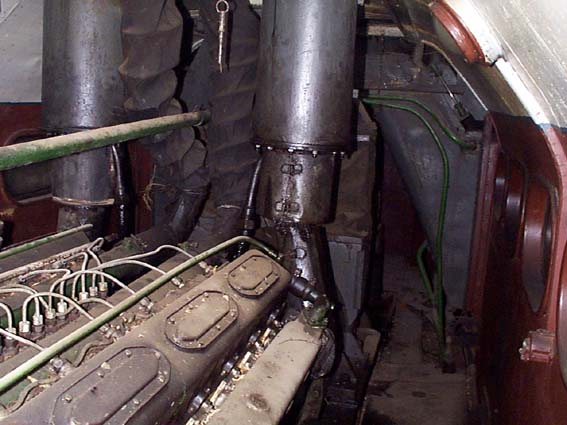
Дизель та холодильник тепловоза

### Основні агрегати тепловоза
| Дизель                                             | Тяговий генератор                                 | Тяговий електродвигун                         | Збудник                         | Допоміжний генератор                          | Акумуляторна батарея                   | Холодильник                                       | Компресор                                                                         | Інше допоміжне обладнання                              |
| -------------------------------------------------- | ------------------------------------------------- | --------------------------------------------- | ------------------------------- | --------------------------------------------- | -------------------------------------- | ------------------------------------------------- | --------------------------------------------------------------------------------- | ------------------------------------------------------ |
| Тип: 1Д12                                          | Тип: МПТ-49/25-3                                  | Тип: ДК-806А                                  | Тип: ПН-28,5                    | Тип: ПН-28,5 (зі зміненою обмоткою збудження) | 5 секцій типу 6СТЕН-140М               |                                                   | Тип: Е-400                                                                        |                                                        |
| Номінальна потужність: 300 л. с.                   | Номінальна потужність: 195 кВт                    | Кількість на тепловоз: 4                      | Потужність: 2 кВт               | Потужність: 1,7 кВт                           | Номінальна напруга однієї секції: 12 В | Поверхня охолодження водяного радіатора: 53 м2    | Число обертів валу компресора: 1020 об/хв                                         | Електродвигун допоміжного паливопідкачувального насоса |
| Швидкість обертання колінвалу: 500 об/хв           | Номінальна напруга: 450 В                         | Потужність: 55 кВт                            | Швидкість обертання: 1430 об/хв | Швидкість обертання: 2860 об/хв               | Зарядний струм: 10 А                   | Поверхня охолодження масляного радіатора: 4,8 м 2 | Продуктивність, при протитиску 8 атм: 0,7 м3/хв                                   | Вентилятори охолодження                                |
| Діаметр циліндра: 150 мм                           | Максимальна напруга: 780 В                        | Тривалий струм: 200 А                         | Напруга: 115 В                  | Напруга: 75 В                                 | Стартерний струм: 360 А                |                                                   | Високовольтна камера (з різними контакторами та реле, а також поїзним реверсором) |                                                        |
| Робочий об'єм всіх циліндрів: 38,8 л               | Тривалий струм: 434 А                             | Напруга: 275 В                                | Струм: 17,4 А                   | Струм: 23 А                                   |                                        | Ємність масляного радіатора: 2,85 л               |                                                                                   |                                                        |
| Тиск палива для спалаху: 75 кг/см3                 | Щітки: ЭГ-4                                       | Максимальная швидкість обертання: 1650 об/мин |                                 |                                               |                                        | Діаметр вентилятора: 990 мм                       |                                                                                   |                                                        |
| Тиск масла: 6-9 кг/см3                             | Завод-виробник: Харківський завод «Електроважмаш» | Кількість головних полюсів: 4                 |                                 |                                               |                                        | Витрата повітря, при 1500 об/хв: 8,5 м3/сек       |                                                                                   |                                                        |
| Обсяг системи охолодження (тільки дизеля): 35 л    |                                                   | Кількість додаткових полюсів: 4               | Вага: 96 кг                     | Вага: 96 кг                                   |                                        |                                                   |                                                                                   |                                                        |
| Суха вага: 1800 кг                                 |                                                   | Щітки: ЕГ-2А                                  |                                 |                                               |                                        |                                                   |                                                                                   |                                                        |
| Завод-виробник: Барнаульський машинобудівний завод |                                                   | Завод-виробник: Московський завод Динамо      |                                 |                                               |                                        |                                                   |                                                                                   |                                                        |

### Технічні характеристики
- Тип: два пости керування, електрична передача;
- Рід служби: вантажний, пасажирський і маневровий;
- Осьова формула: 2о — 2о;
- Привідних осей: 4;
- Візків: 2;
- Потужність силової установки: 300 к.с. (195 кВт);
- Конструкційна швидкість: 50 км/год;
- Маса службова при повній екіпіровці: 32 000 кг;
- Тиск на рейку від кожної осі: 8 000 кг;
- Запас палива: 700 кг;
- Запас масла в системі: 120 кг;
- Запас піску: 200 кг;
- Запас води у системі охолодження з казаном — підігрівачем: 185 кг;
- Найменший радіус прохідних кривих: 50 м;

### Габаритні розміри
- Найбільша висота від головки рейки: 3 470 мм;
- Ширина по виступаючим частинам: 2 450 мм;
- Довжина по буферам ударно-тяглових приладів: 10 740 мм;
- Відстань між п'ятами візків: 5 000 мм;
- Колісна база візка: 1 700 мм;
- Колія: 750 мм;
- Найменша відстань від головки рейки до кожуха зубчатої передачі при новому бандажі: 100 мм;

### Дизель
- Марка: 1Д12;
- Кількість: 1;
- Тип: чотиритактний, безкомпресорний зі струменевим розпилюванням палива, без наддуву
- Кількість циліндрів: 12;
- Розташування циліндрів: V-подібне під кутом 60°;
- Хід поршня: лівого ряду: 180 мм;
- Хід поршня: правого ряду (з причепними шатунами): 186,7 мм;
- Діаметр циліндра: 150 мм;
- Номінальна (тривала) потужність при 1500 об/хв колінчатого валу: 300 к.с.;
- Максимальна потужність (протягом 2 годин безперервної роботи): 330 к.с.;
- Напрямок обертання колінчатого валу: проти годинникової стрілки, якщо дивитися з боку генератора;
- Максимальна кількість обертів за хвилину колінчатого валу дизеля на холостому ходу: 1 560 обертів;
- Мінімально стійка кількість обертів за хвилину колінчатого валу дизеля на холостому ході: 500 обертів;
- Годинна витрата палива при роботі на номінальному режимі, не більше: 60 кг;
- Охолодження дизеля: водяне, примусове, по замкнутій системі

### Електричні машини
До електричної передачі локомотива входить тяговий генератор марки МПТ-49/25-3 потужністю 195 кВт, який генерує електричний струм для тяглових електродвигунів марки ДК-806А потужністю 62 кВт кожний. Усього тяглових двигунів чотири — по одному тягловому двигуну через опорно-осьове підвішування на кожну колісну пару. Для збудження тяглового генератора використовується збудник марки ПН28,5 потужністю 2кВт, після ввімкнення контактора КВ, який з'єднується з незалежною обмоткою тягового генератора.
Для живлення кіл керування на тепловозі встановлено 30 кислотних акумуляторів (розташованих в 5 банках) і з'єднаних між собою послідовно. Загальна напруга від акумуляторів в колі керування — 60В. Після запуску двигуна в роботу включається допоміжний генератор марки ПН28,5 потужністю 1,7 кВт (марка машини така ж, як у збудника, але по різному з'єднані обмотки), який живить кола і заряджає акумуляторну батарею.

### Контактори
На дизельтягу ТУ2 використовується 7 електромагнітних контакторів:
- Д — з'єднує акумуляторну батарею з головним генератором під час запуску дизеля (генератор використовується як стартер);
- П1 і П2 — з'єднує тяговий генератор з тяговими електродвигунами;
- КВ — з'єднує збудник з незалежною обмоткою тягового генератора;
- ВВ — з'єднує обмотку збудження збудника з низьковольтними схемами
- Б — з'єднує допоміжний генератор з низьковольтними схемами
- Ш — з'єднує паралельно обмоткам збудження опір

## Модифікації

ТУ2К-078

Існує кілька модифікацій тепловоза ТУ2 здійснених у депо:
1. У депо Засулаукс у ТУ2-244 була модернізована вихлопна система, а на даху був встановлений маслозбірник, після чого цей тепловоз став іменуватися ТУ2М-244.
2. На дитячій залізниці у Кратово на ТУ2-078, ТУ2-129 були встановлені нові кабіни.
3. На Харківській дитячій залізниці було модернізовано ТУ2-125, на його базі було створено локомотив ТЕУ3-001.
4. На ТУ2-054 замість ударно-упряжного приладу встановлено гвинтове зчеплення.
5. ТУ2 м і ТУ2мк — модифікації тепловоза зменшеної маси та з капотним типом кузова, що нагадує за геометричними параметрами кузов електростанції ЕСУ1.

- ТУ2-053 з пасажирським поїздом на Іркутській залізниці
- ТУ2-173 з пасажирським поїздом на Ростовській залізниці

## Експлуатація в Україні

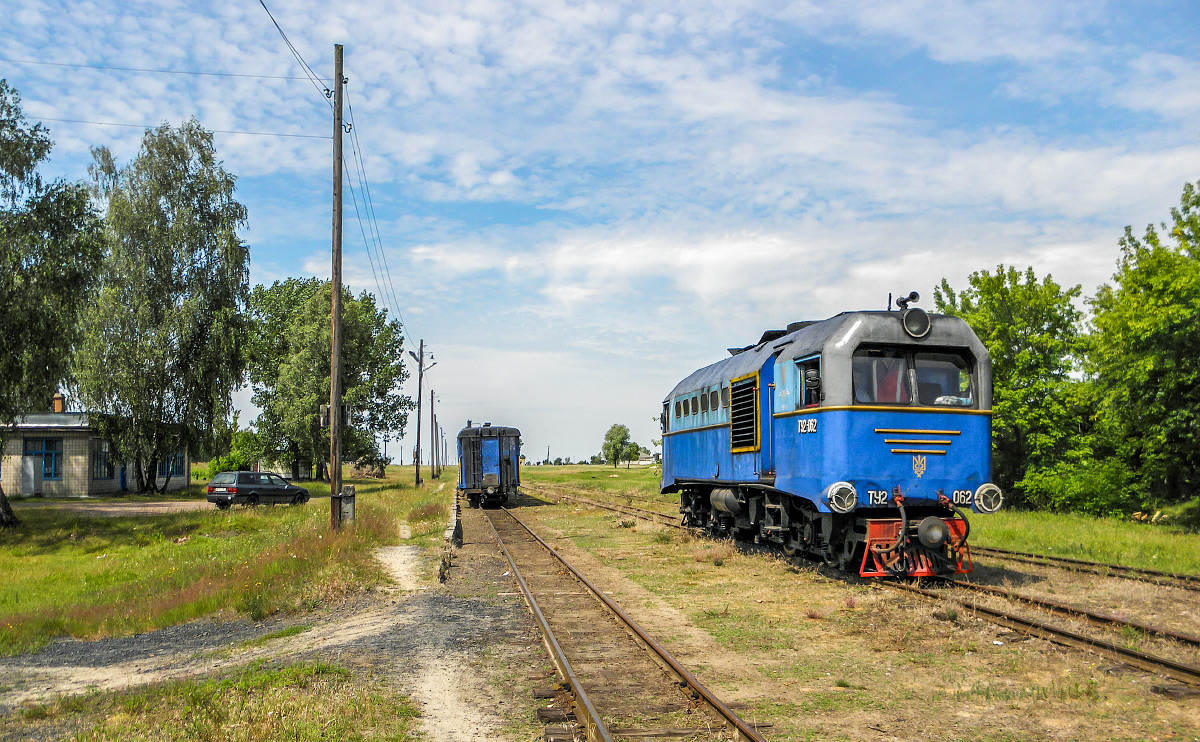
Тепловоз вузькоколійний ТУ2 на Вузькоколійній залізниці Антонівка — Зарічне

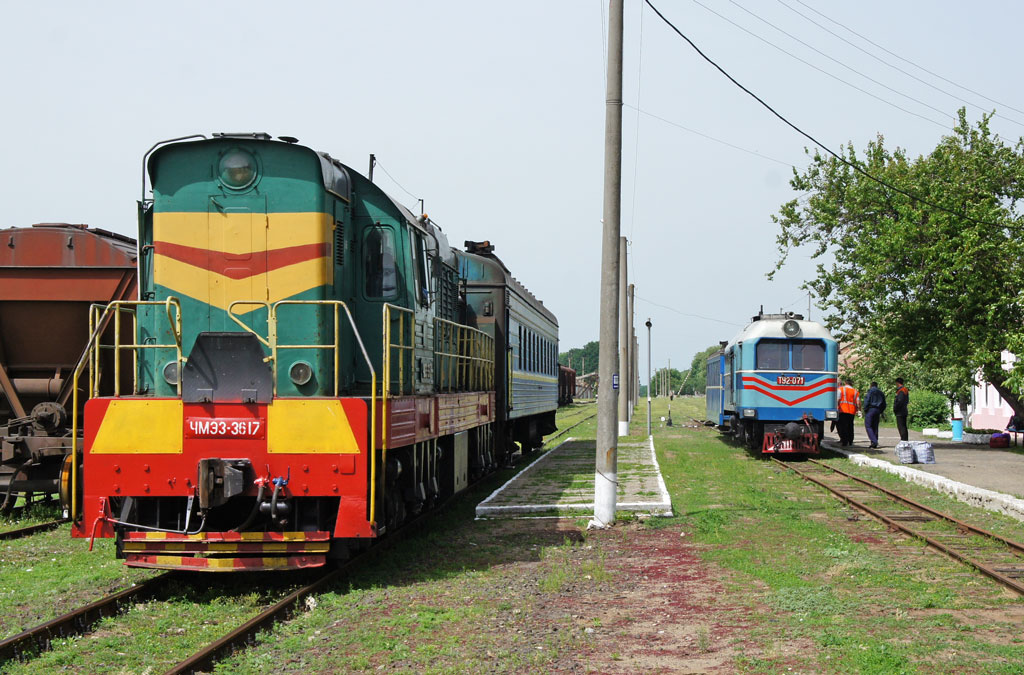
Тепловоз вузькоколійний ТУ2 на Вузькоколійній залізниці Рудниця — Голованівськ

Станом на 2013 рік тепловози ТУ2 в Україні експлуатувалися на Боржавській вузькоколійці (ТУ2-034, ТУ2-018), вузькоколійці Рудниця — Голованівськ (ТУ2-274, ТУ2-071, ТУ2-263, ТУ2-179), вузькоколійці Антонівка — Зарічне (ТУ2-062, ТУ2-066, ТУ2-097), а також на Ужгородській (ТУ2-098), Донецькій (ТУ2-023, ТУ2-038, ТУ2-040), Запорізькій (ТУ2-136, ТУ2-144), Дніпровській (ТУ2-134, ТУ2-172), Рівненській (ТУ2-137), Львівській (ТУ2-087) та Харківській (ТУ2-054) дитячих залізницях.
Ввечері 24 серпня 2017 року на 28 км залізниці біля села Яланець Томашпільського району Вінницької області на ходу загорівся тепловоз ТУ2-179 (побудований У 1958 році, у 2006 році пройшов модернізацію) в приміському поїзді сполученням Гайворон — Рудниця. Полум'ям було охоплено локомотив, машиніст поїзда вчасно зреагував на надзвичайну подію і відчепив три вагони, де знаходилося 25 пасажирів. В результаті інциденту ніхто не постраждав.

## Тепловози пам'ятники
| Номер | Місцезнаходження | Зображення |
| ----- | --- | ---------- |
| 013   | Станція Анікщай Литовської залізниці |            |
| 040   | Донецький залізничний музей |            |
| 051   | Станція Біржай Литовської залізниці |            |
| 064   | Ташкентський залізничний музей |            |
| 080   | Тюменська дитяча залізниця |            |
| 090   | Станція Йонішкеліс Литовської залізниці |            |
| 094   | Музей вузькоколійної техніки у Лавассаарі |            |
| 101   | Музей вузькоколійної техніки у Лавассаарі |            |
| 104   | Самарський музей залізничного транспорту |            |
| 113   | Брестський залізничний музей |            |
| 122   | Читинська дитяча залізниця |            |
| 126   | Територія депо Новомосковської дитячої залізниці |            |
| 141   | Територія НОУ "Школа-інтернат №13 ВАТ «РЖД» (Єкатеринбург) |            |
| 143   | Тюменська дитяча залізниця |            |
| 169   | Територія депо Алапаєвськ-2 |            |
| 173   | Ростовський музей залізничного транспорту, станція Гнилівська |            |
| 233   | Встановлений у сквері перед станцією Батьківщина Горьківська дитяча залізниця імені М. Горького Горьківської дитячої залізниці в Нижній Новгород Нижньому Новгороді. Встановлення локомотива присвячено 75-річчю Дитячої залізниці. |            |
| 243   | Хабарівська дитяча залізниця |            |
| 245   | Станція Пакруойїс Литовської залізниці |            |

## Галерея

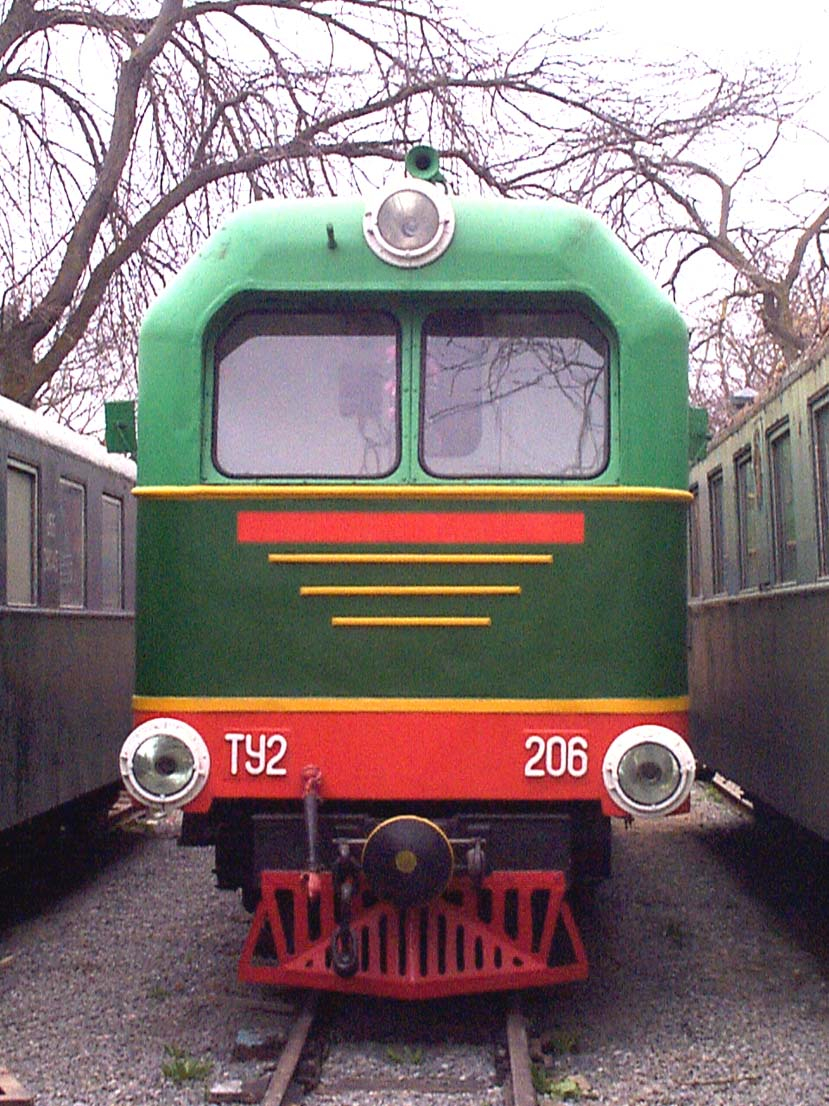
ТУ2-206, вид спереду
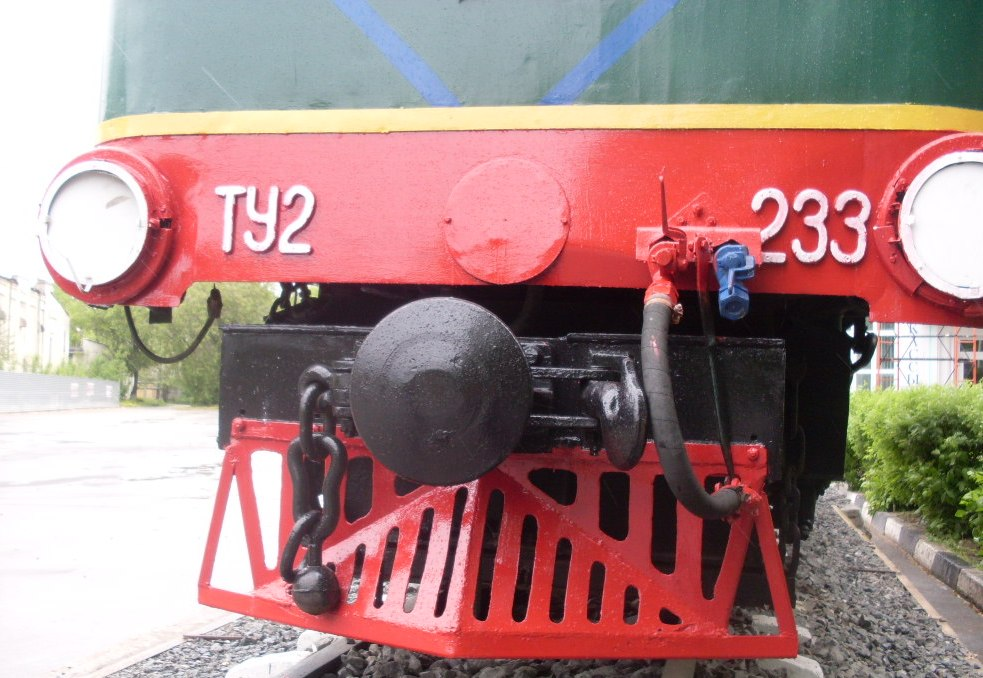
Буфер та зчеплення тепловоза
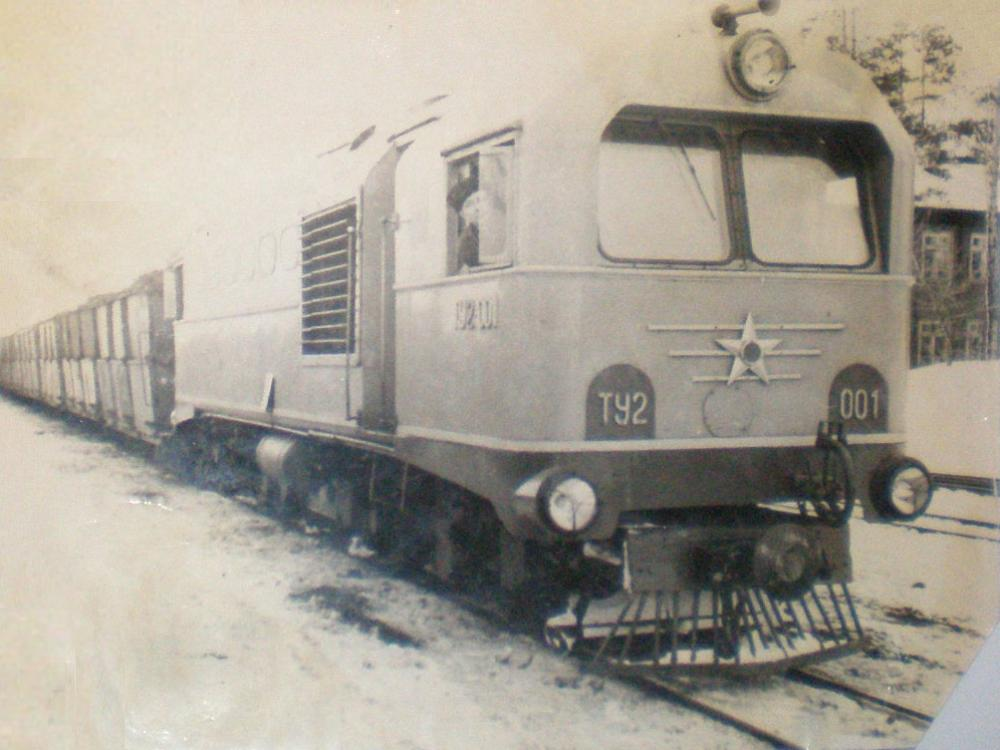
ТУ2-001 на Каринській УЖД, спочатку випущений для колії 1000 мм
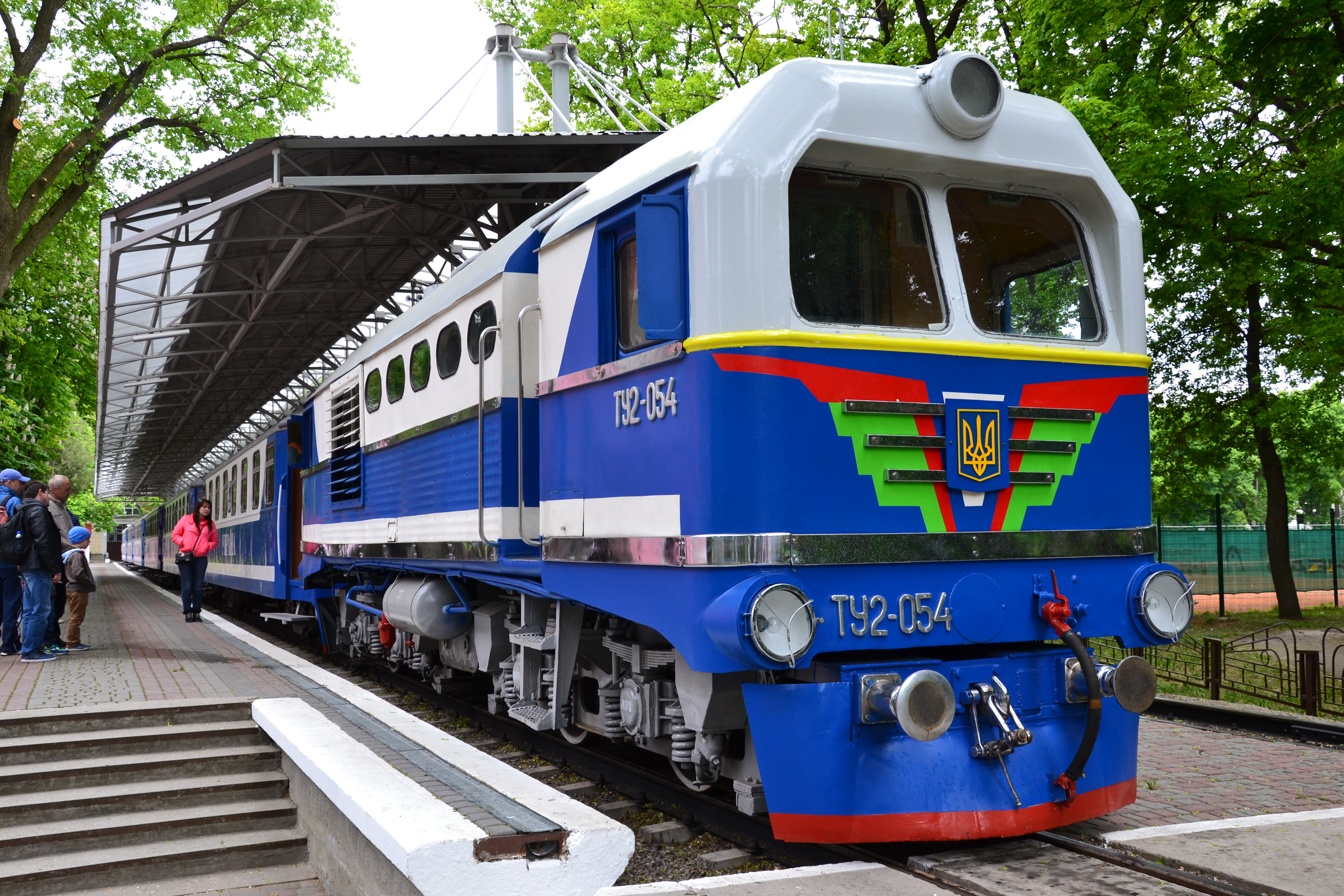
Тепловоз вузькоколійний ТУ2 на Харківській дитячій залізниці
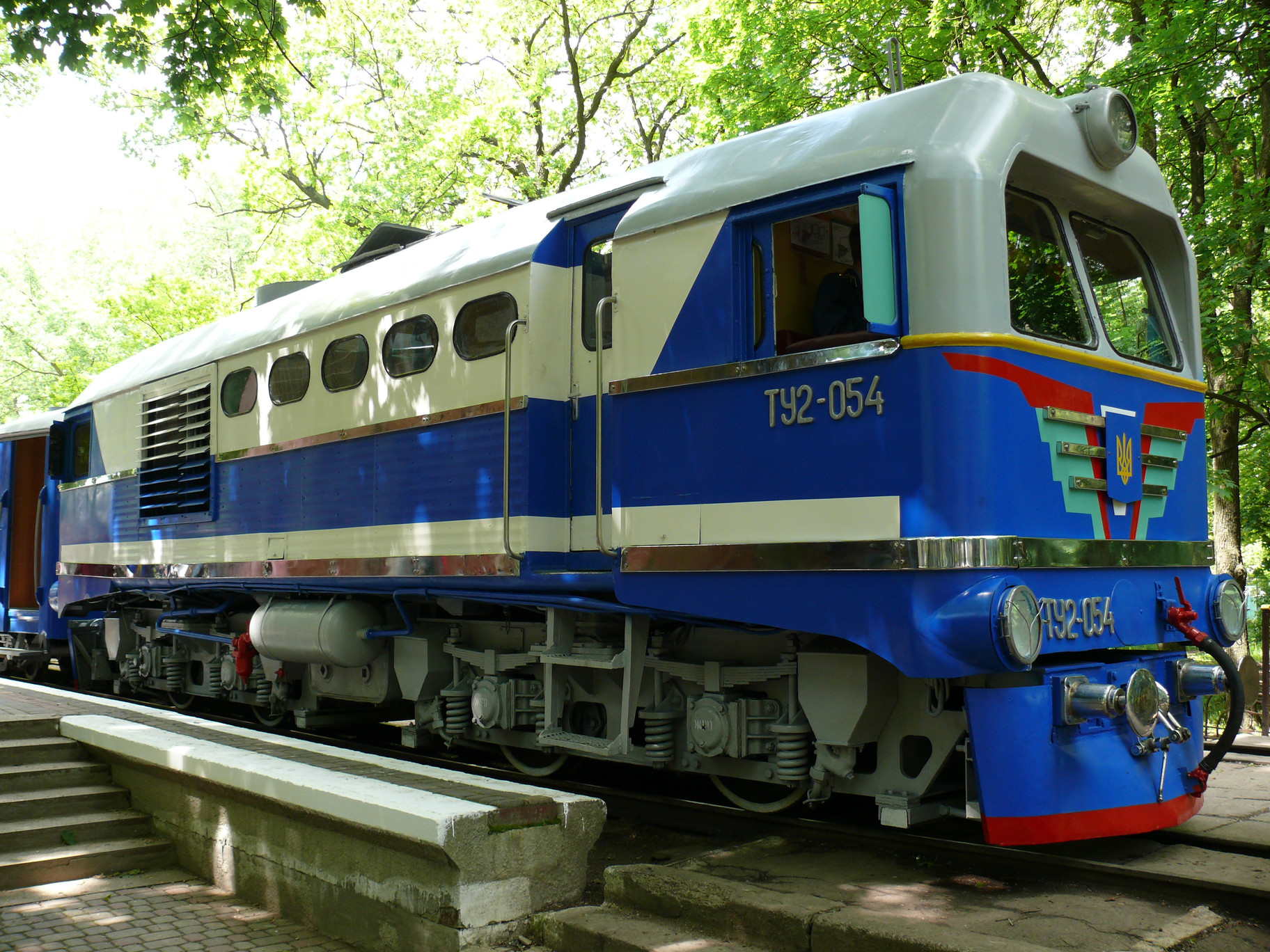
Тепловоз вузькоколійний ТУ2 на Харківській дитячій залізниці
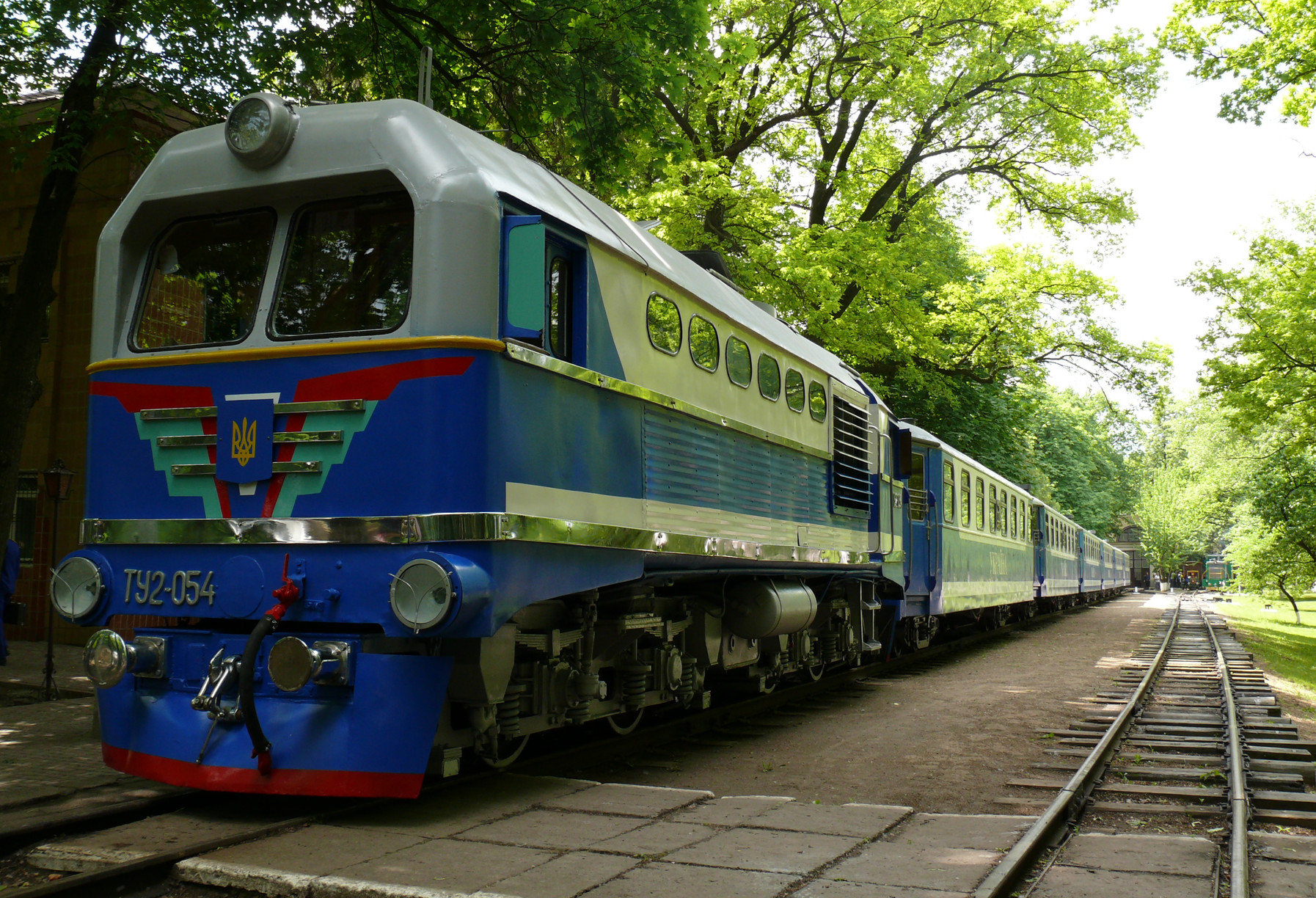
Тепловоз вузькоколійний ТУ2 на Харківській дитячій залізниці
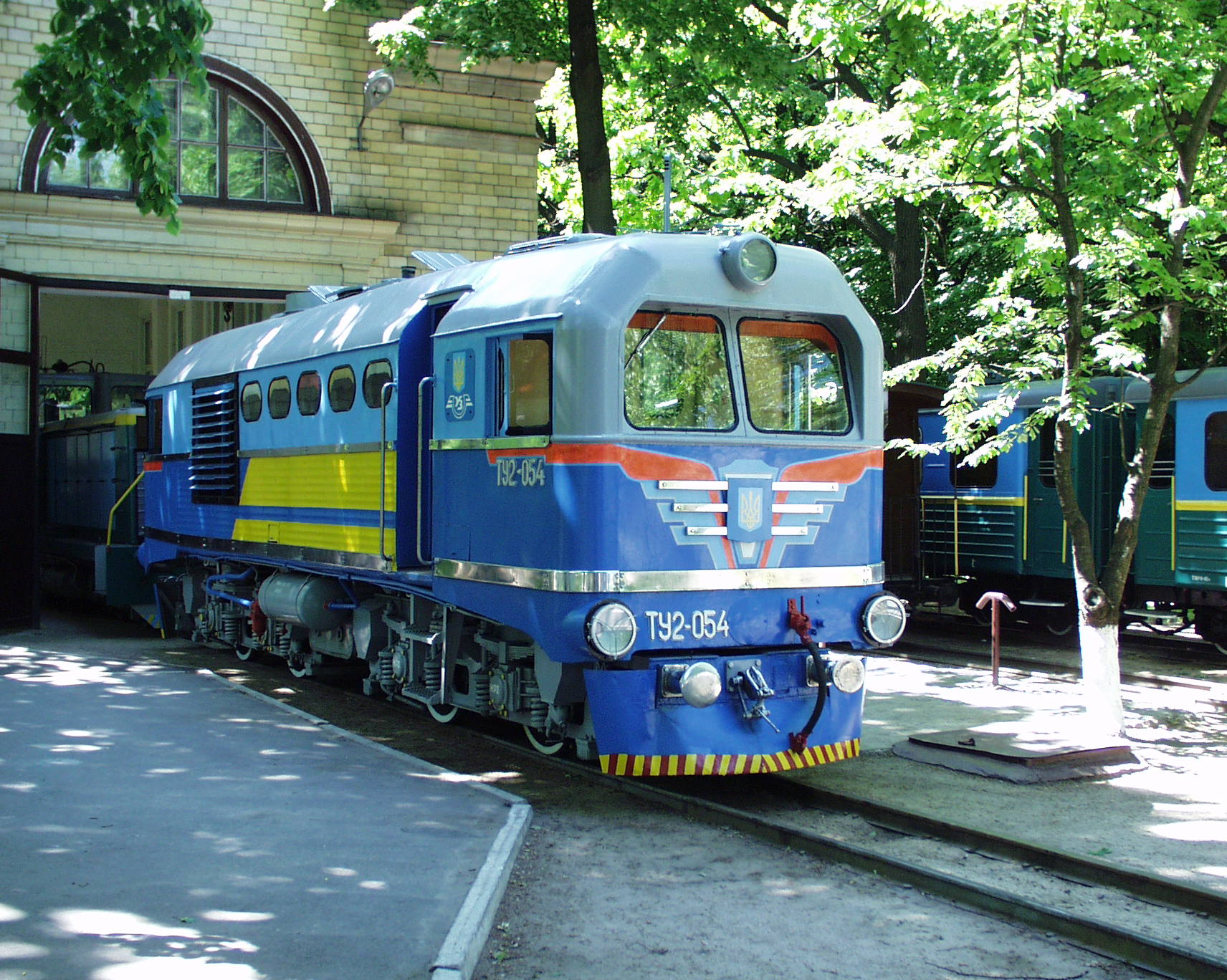
Тепловоз вузькоколійний ТУ2 на Харківській дитячій залізниці
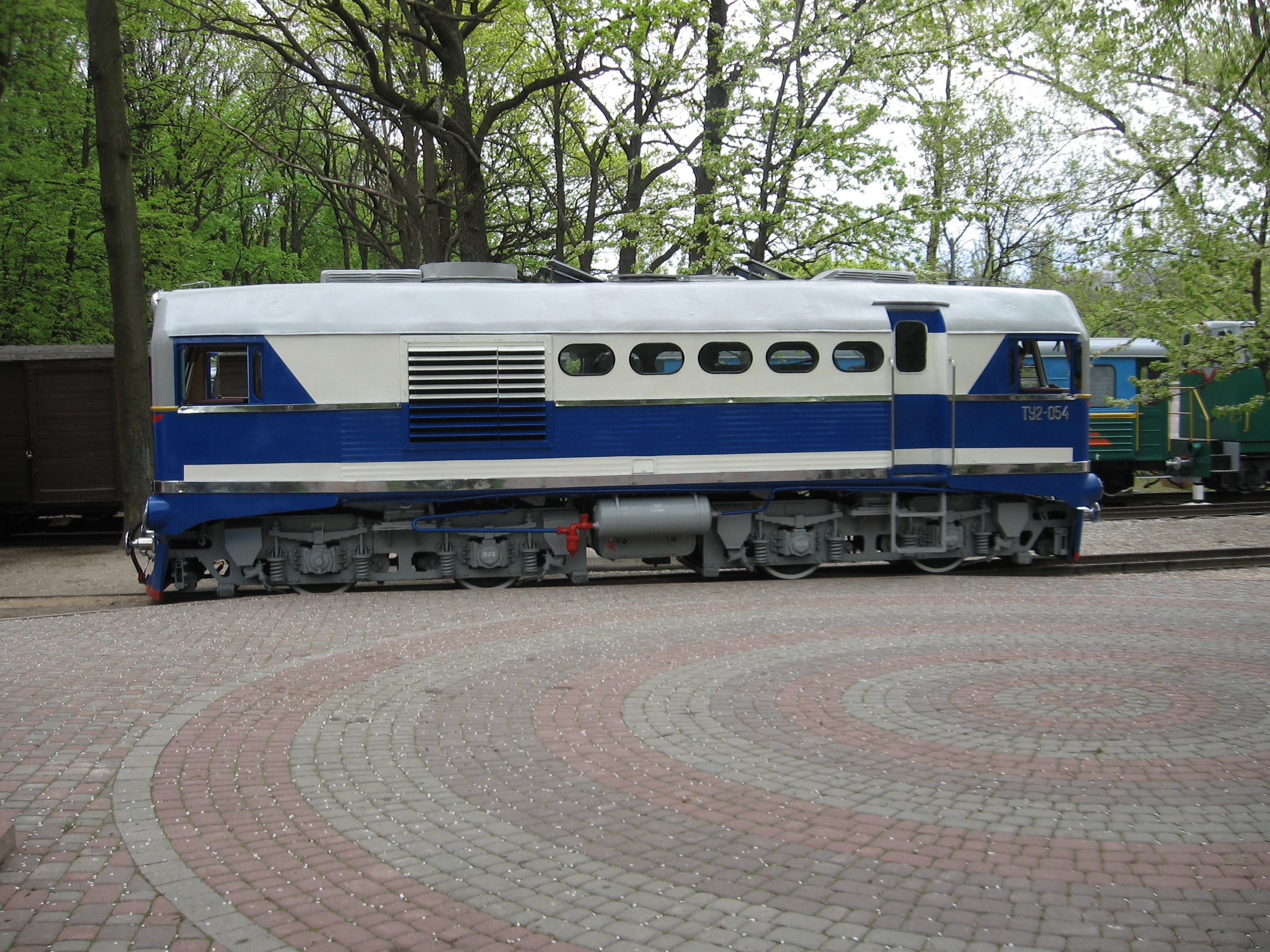
Тепловоз вузькоколійний ТУ2 на Харківській дитячій залізниці
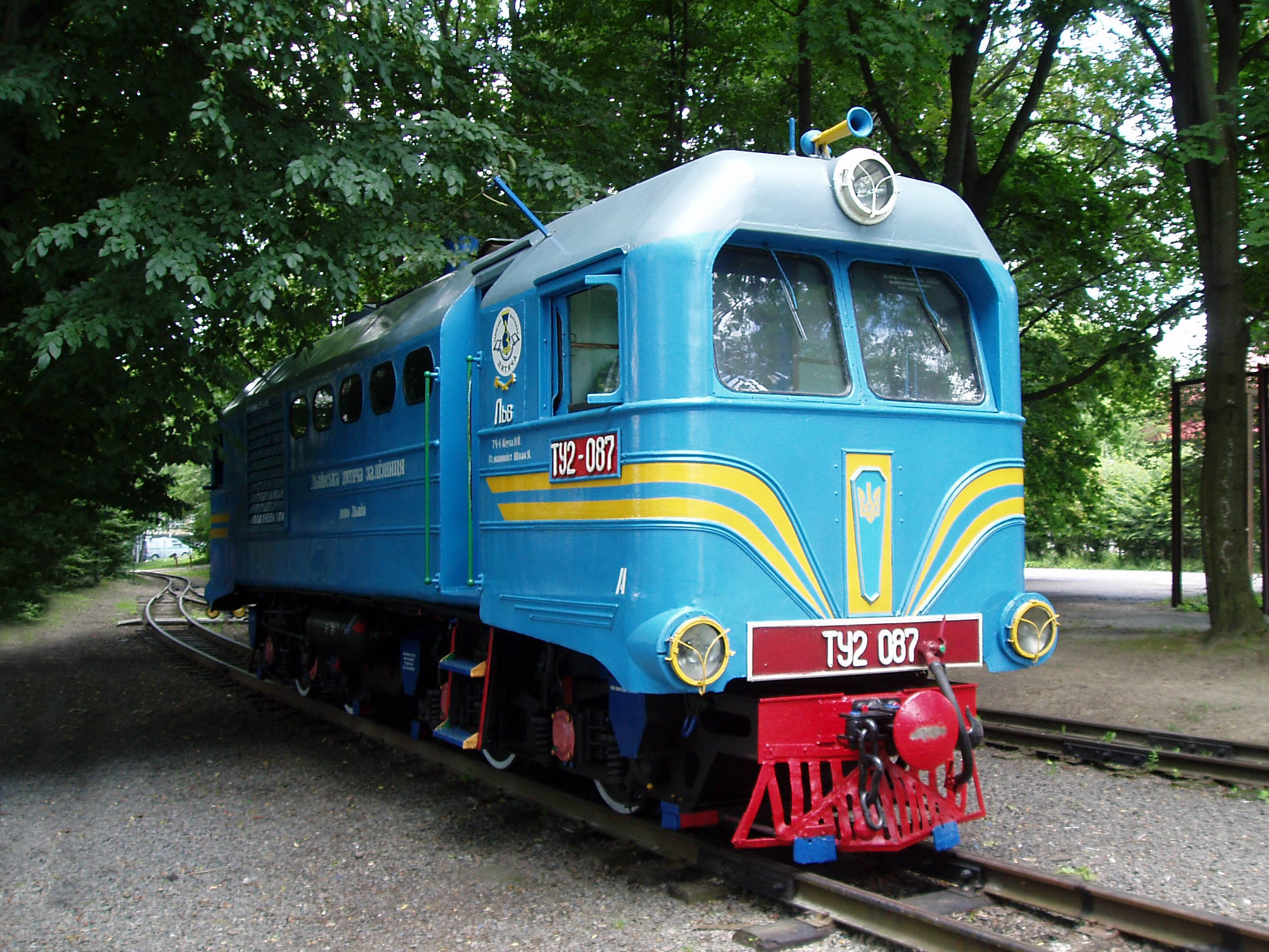
Тепловоз вузькоколійний ТУ2 на Львівській дитячій залізниці
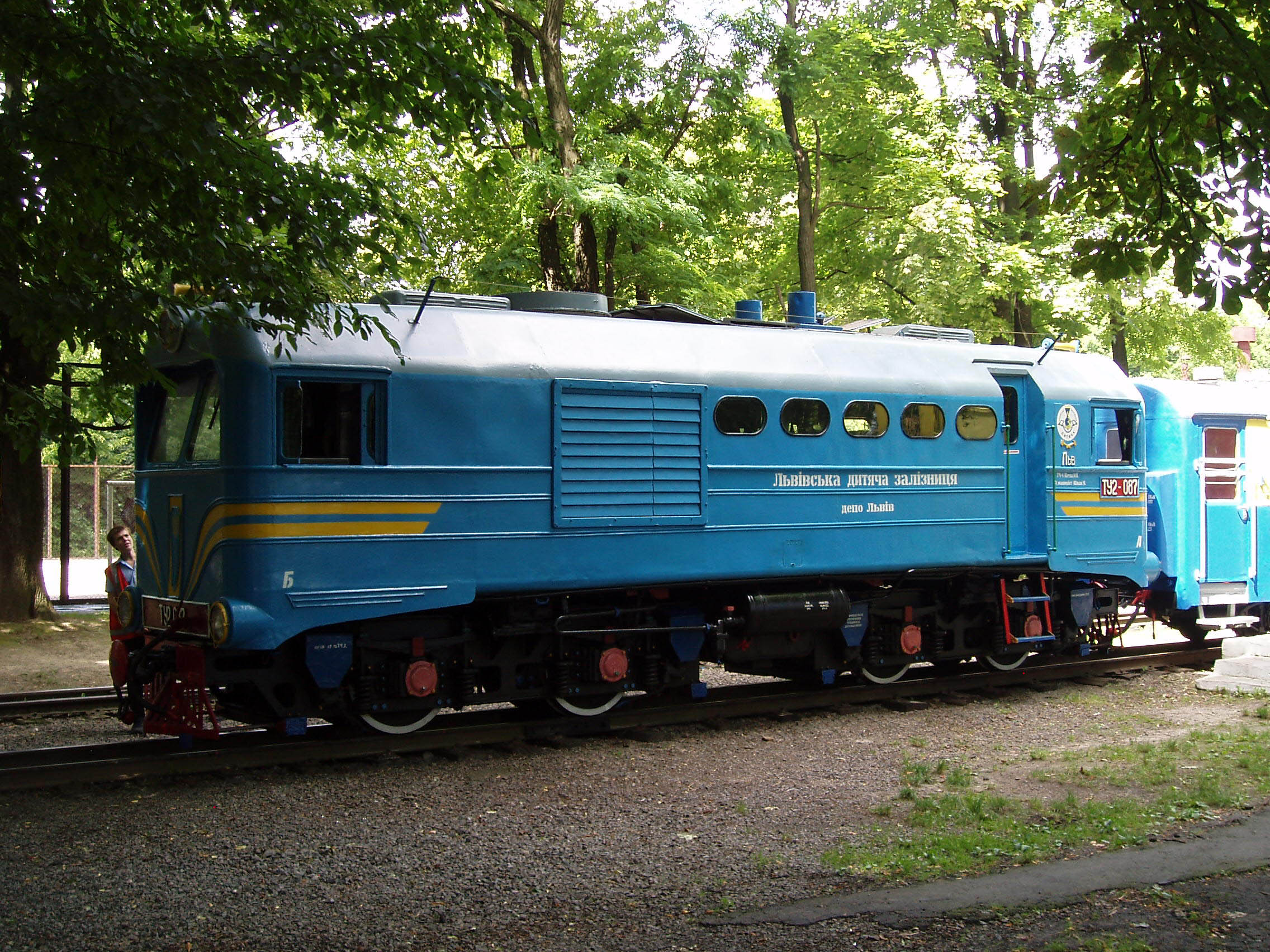
Тепловоз вузькоколійний ТУ2 на Львівській дитячій залізниці
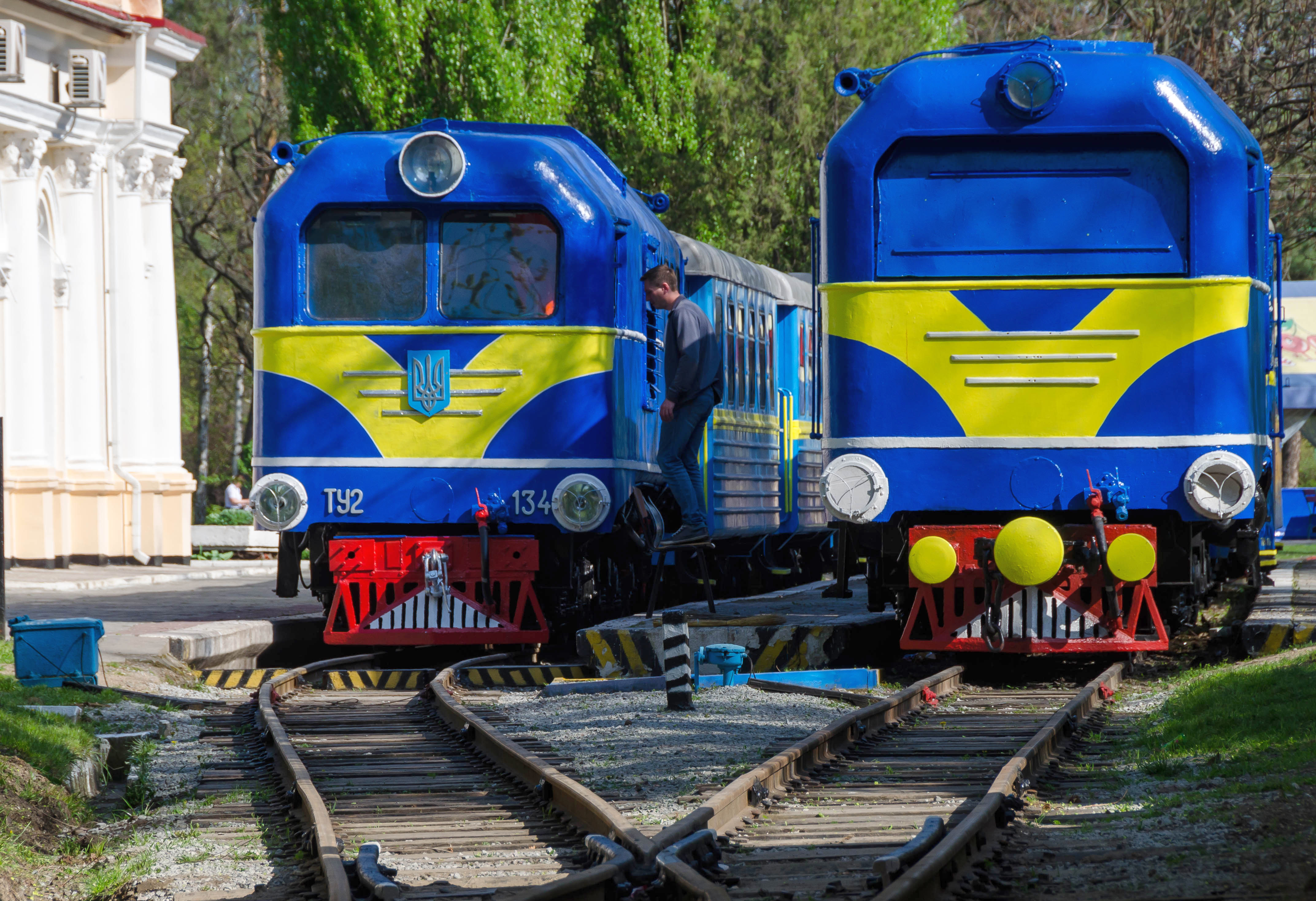
Тепловоз вузькоколійний ТУ2 на Дніпровській дитячій залізниці
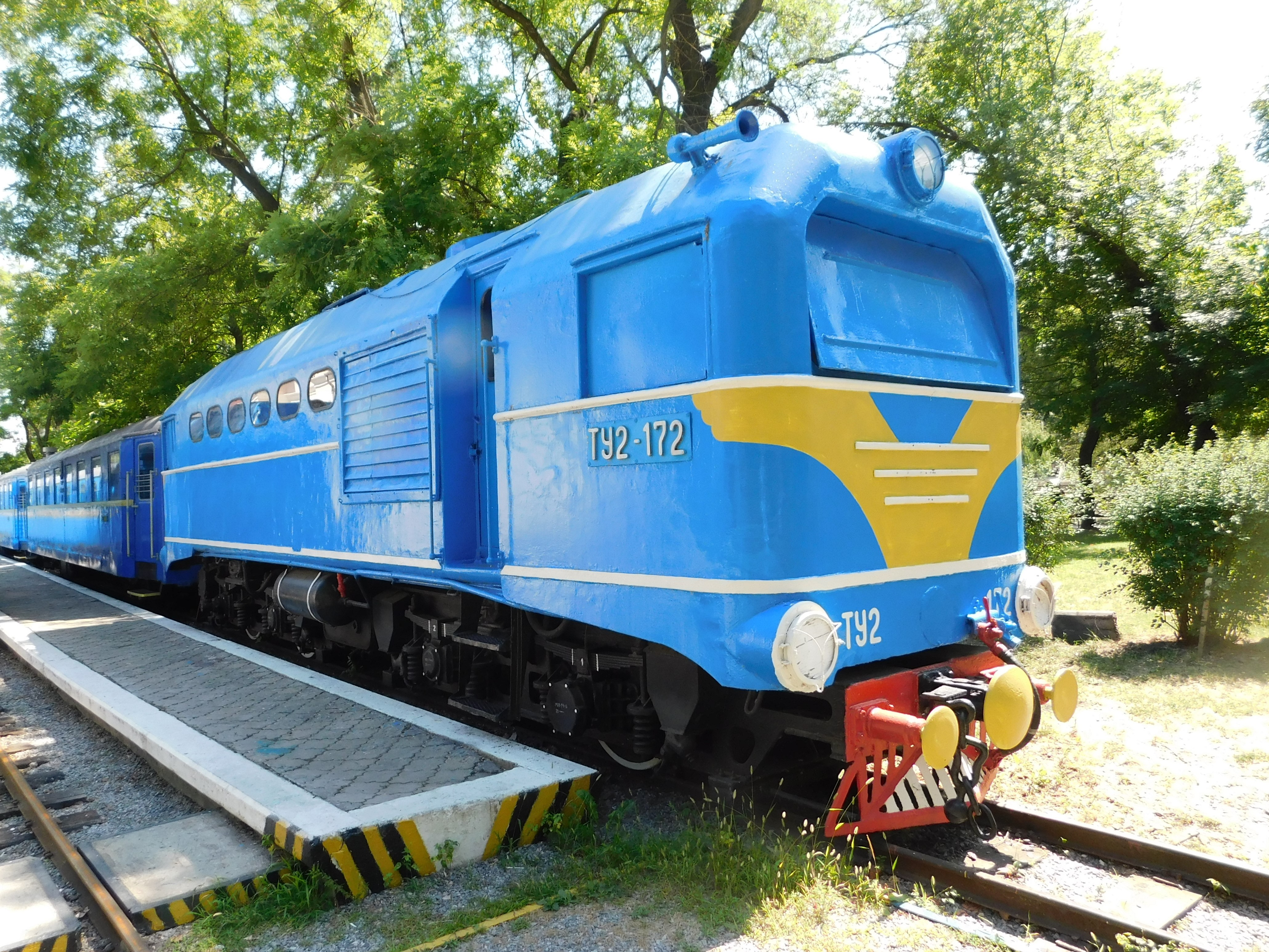
Тепловоз вузькоколійний ТУ2 на Дніпровській дитячій залізниці
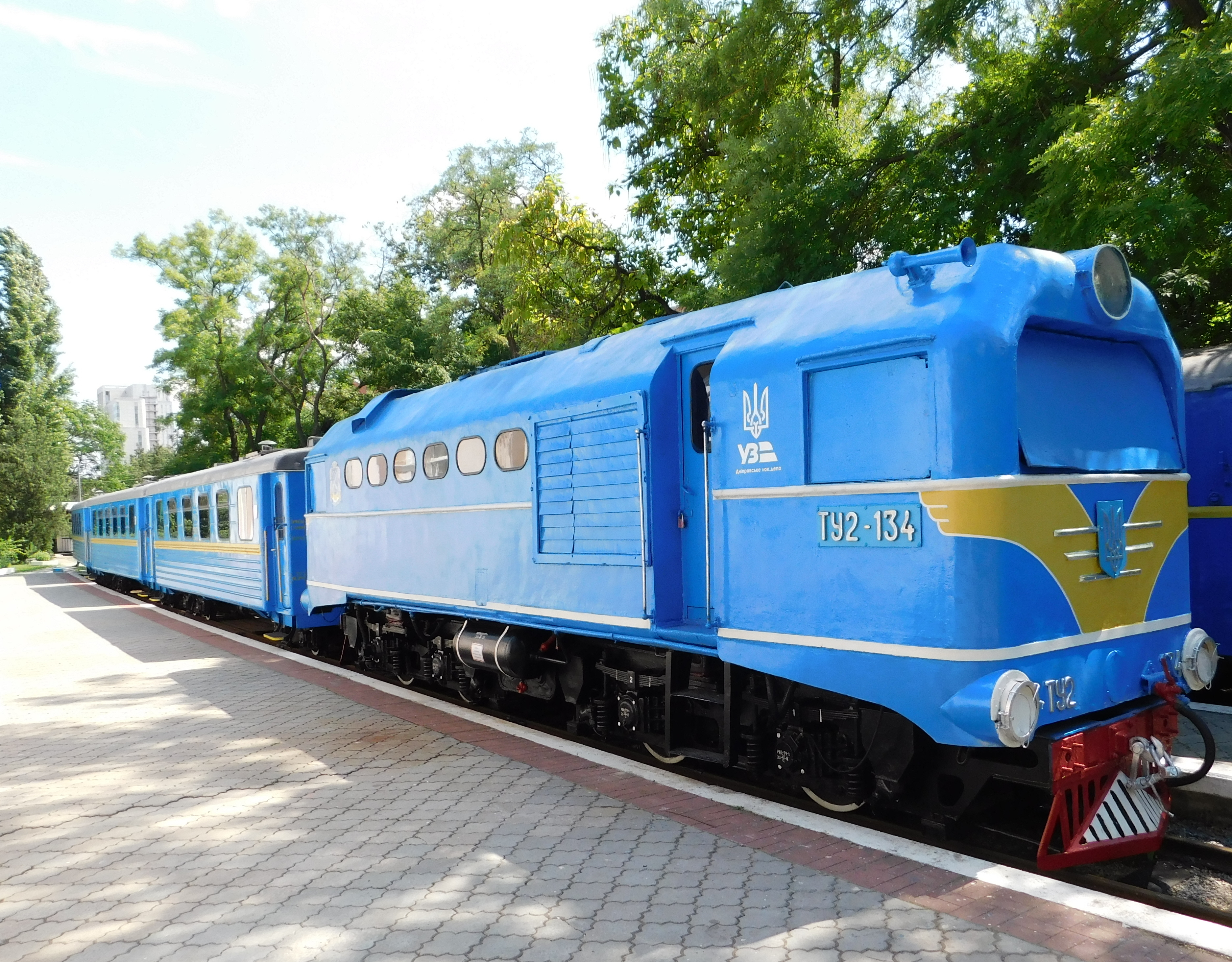
Тепловоз вузькоколійний ТУ2 на Дніпровській дитячій залізниці
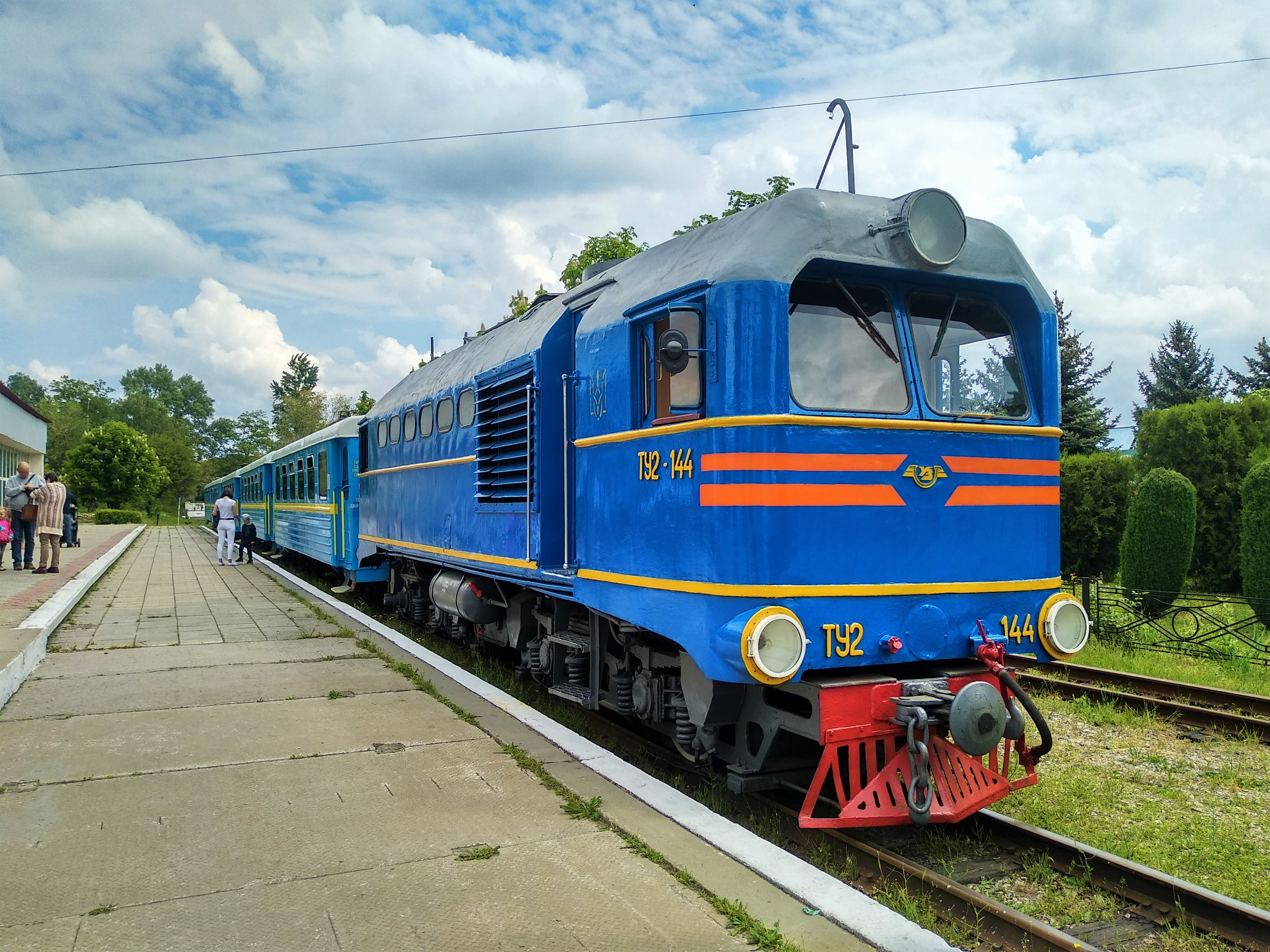
Тепловоз вузькоколійний ТУ2 на Запорізькій дитячій залізниці
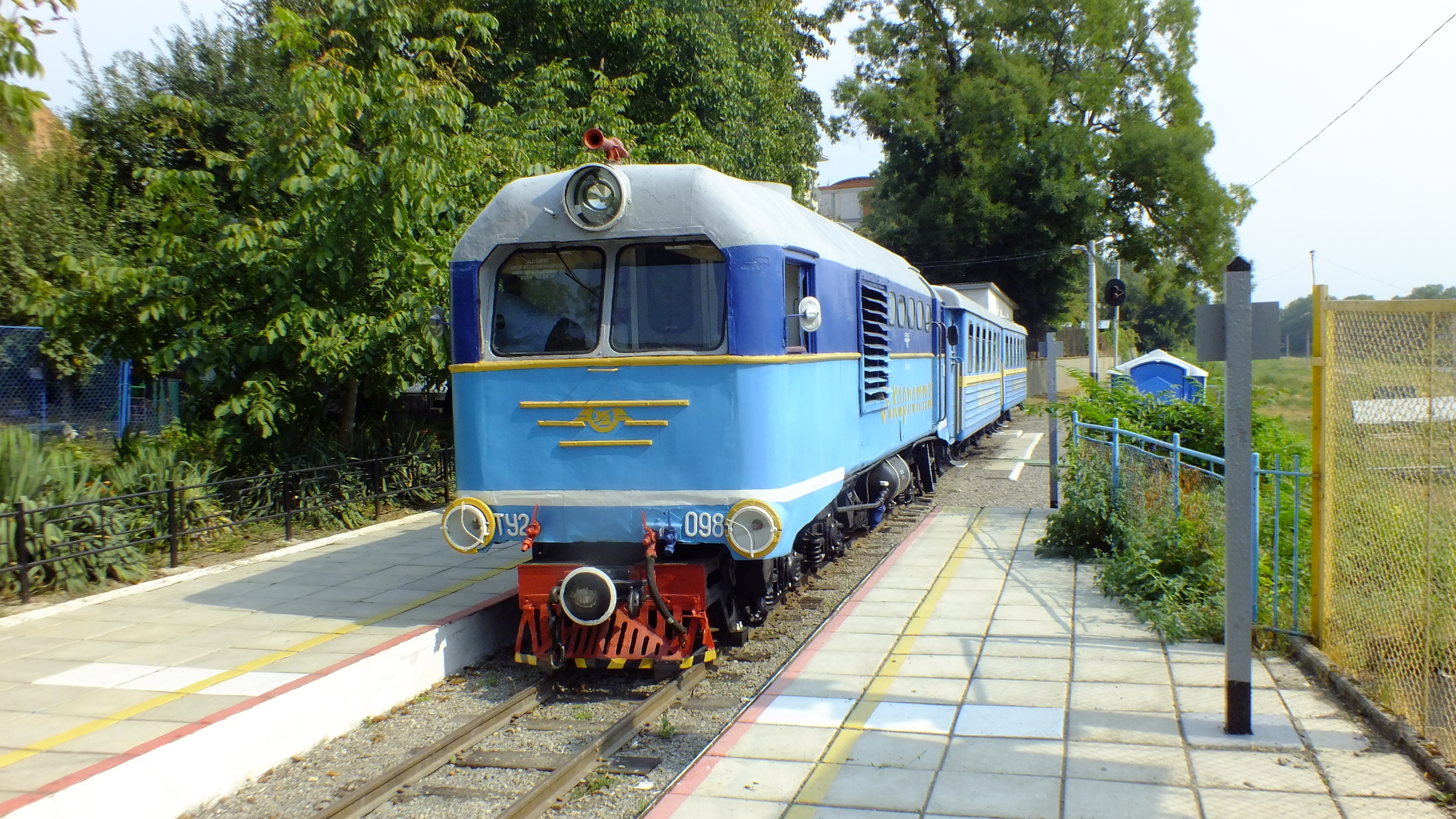
Тепловоз вузькоколійний ТУ2 на Ужгородській дитячій залізниці
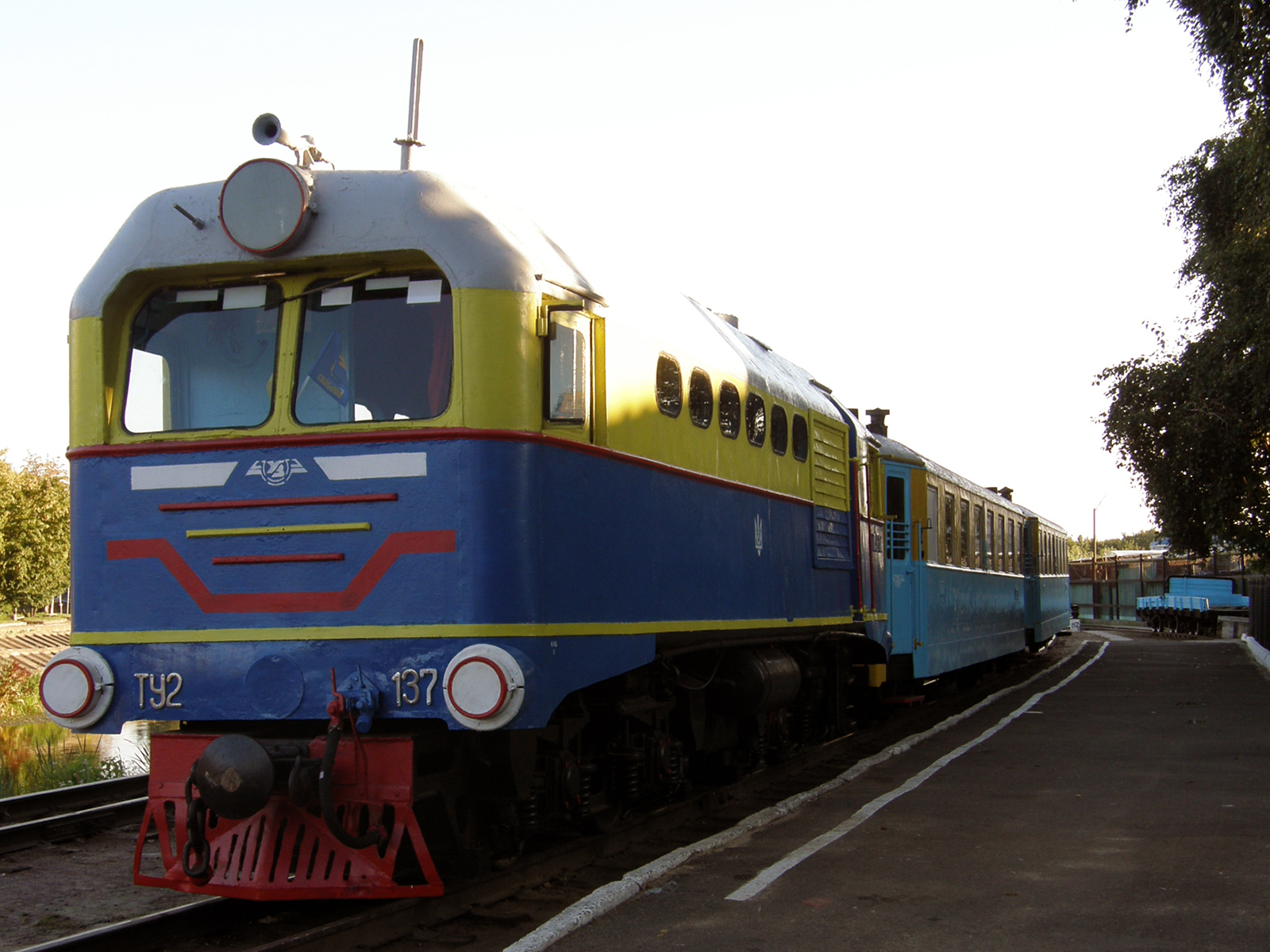
Тепловоз вузькоколійний ТУ2 на Рівненській дитячій залізниці
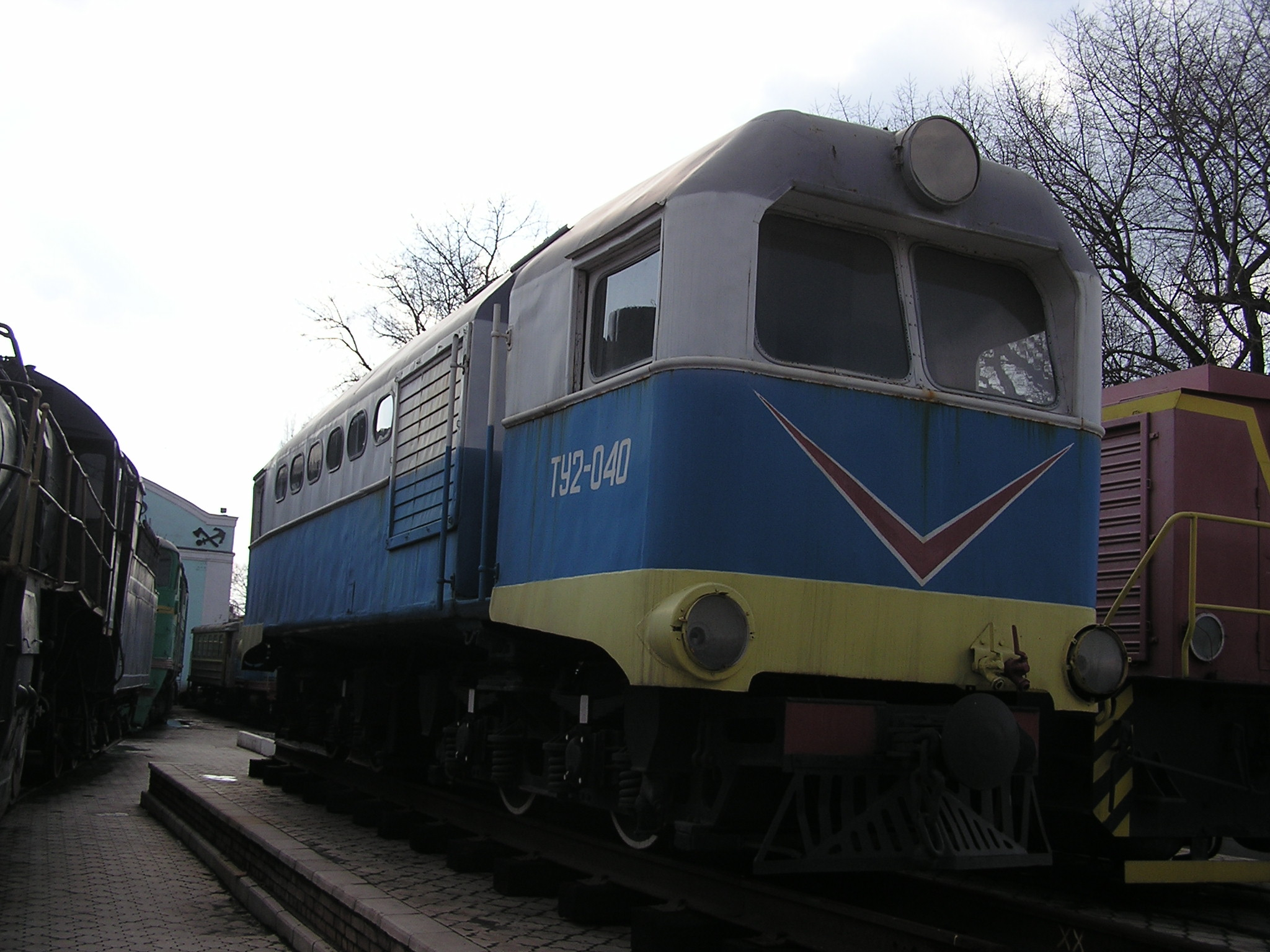
Тепловоз вузькоколійний ТУ2 на Малій Донецькій дитячій залізниці
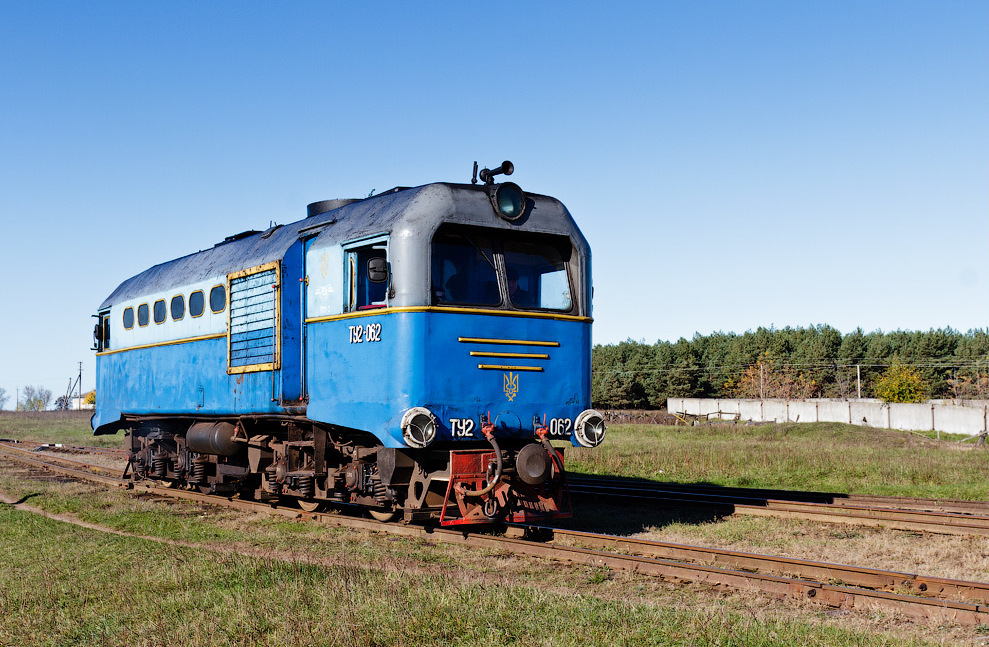
Тепловоз вузькоколійний ТУ2 на Вузькоколійній залізниці Антонівка — Зарічне
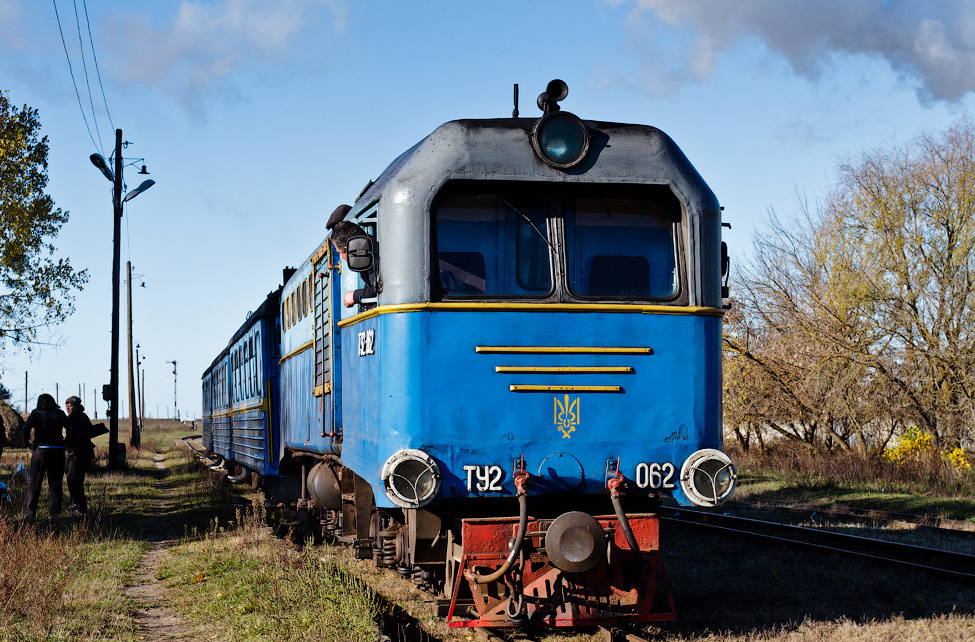
Тепловоз вузькоколійний ТУ2 на Вузькоколійній залізниці Антонівка — Зарічне
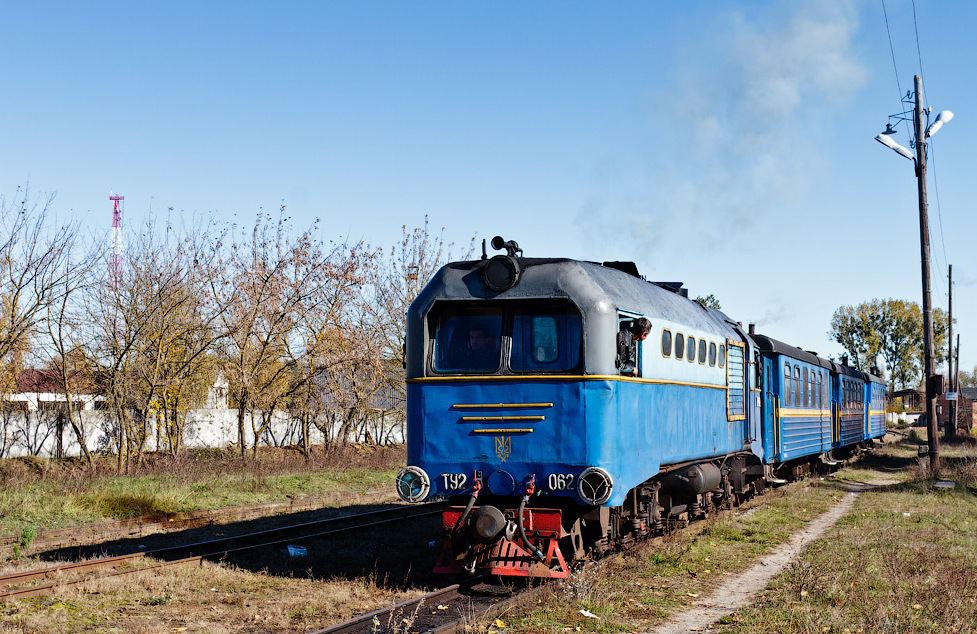
Тепловоз вузькоколійний ТУ2 на Вузькоколійній залізниці Антонівка — Зарічне
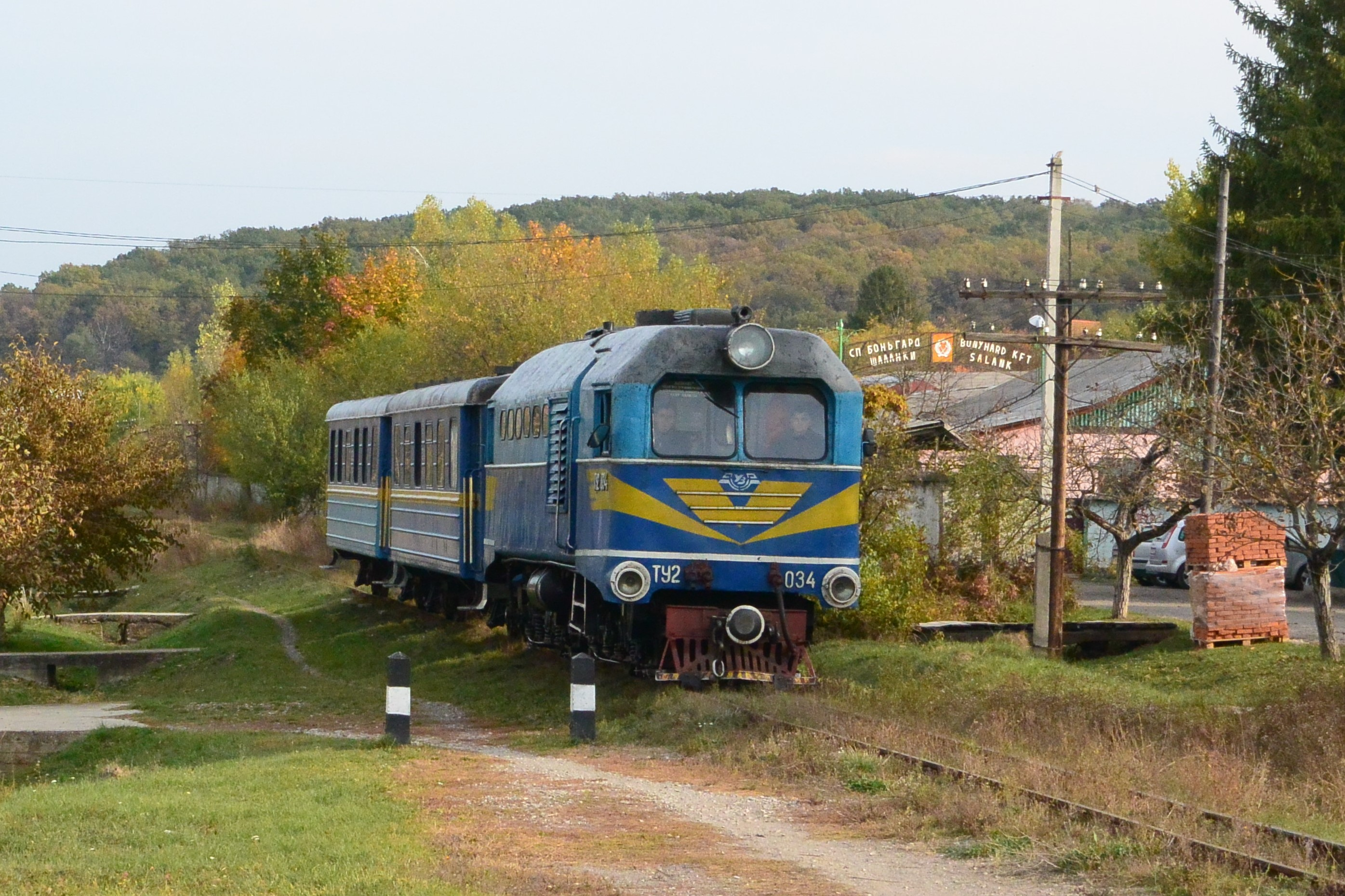
Тепловоз вузькоколійний ТУ2 на Боржавській вузькоколійній залізниці
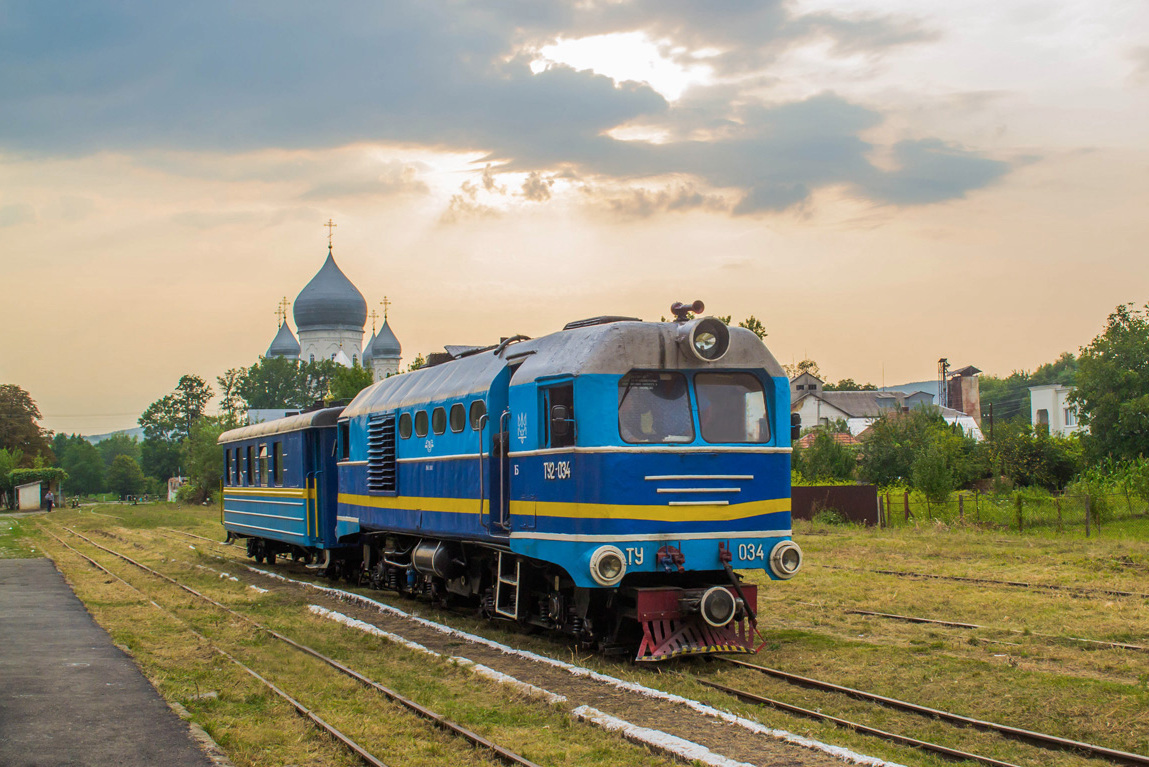
Тепловоз вузькоколійний ТУ2 на Боржавській вузькоколійній залізниці
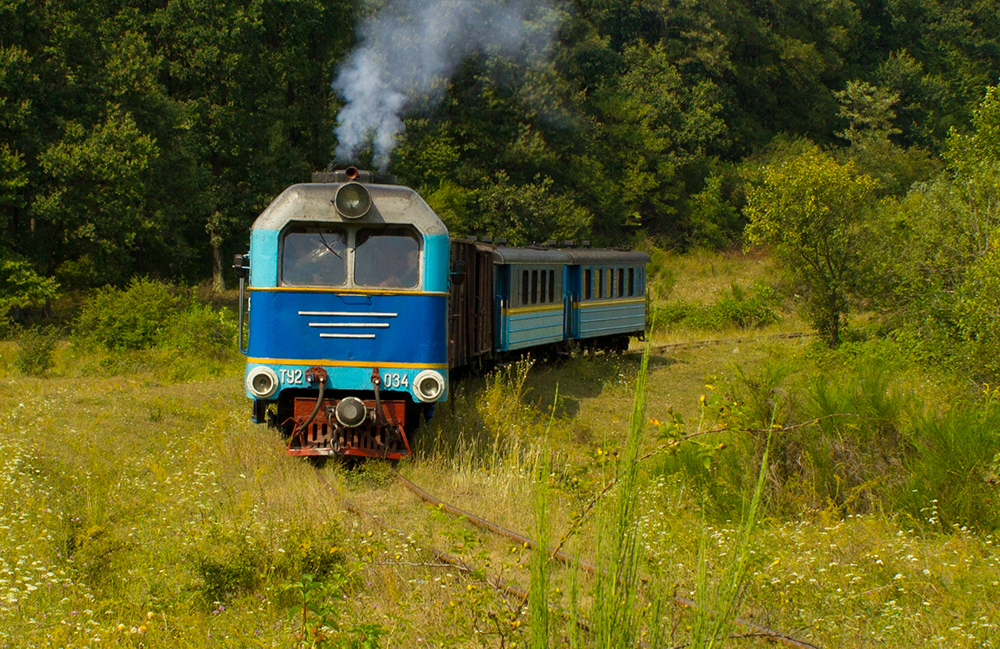
Тепловоз вузькоколійний ТУ2 на Боржавській вузькоколійній залізниці
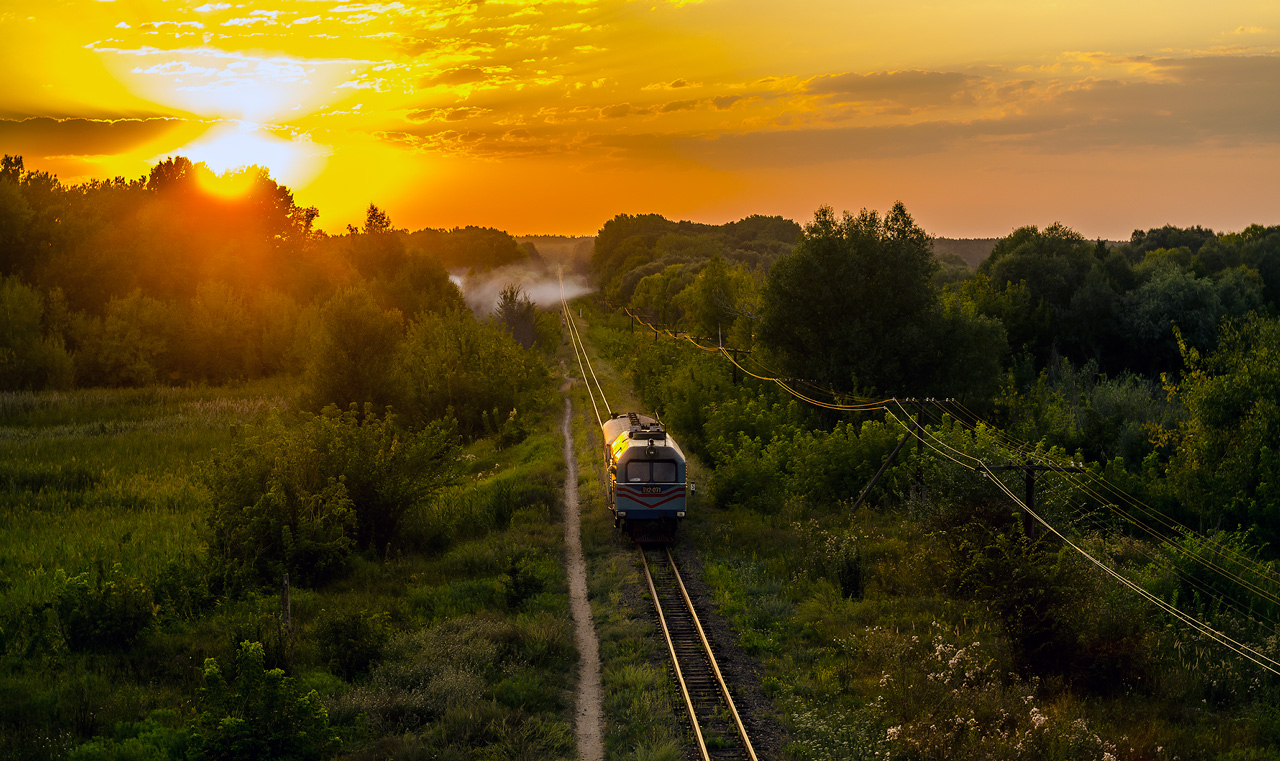
Тепловоз вузькоколійний ТУ2 на Вузькоколійній залізниці Рудниця — Голованівськ